# 요르단강 서안 지구

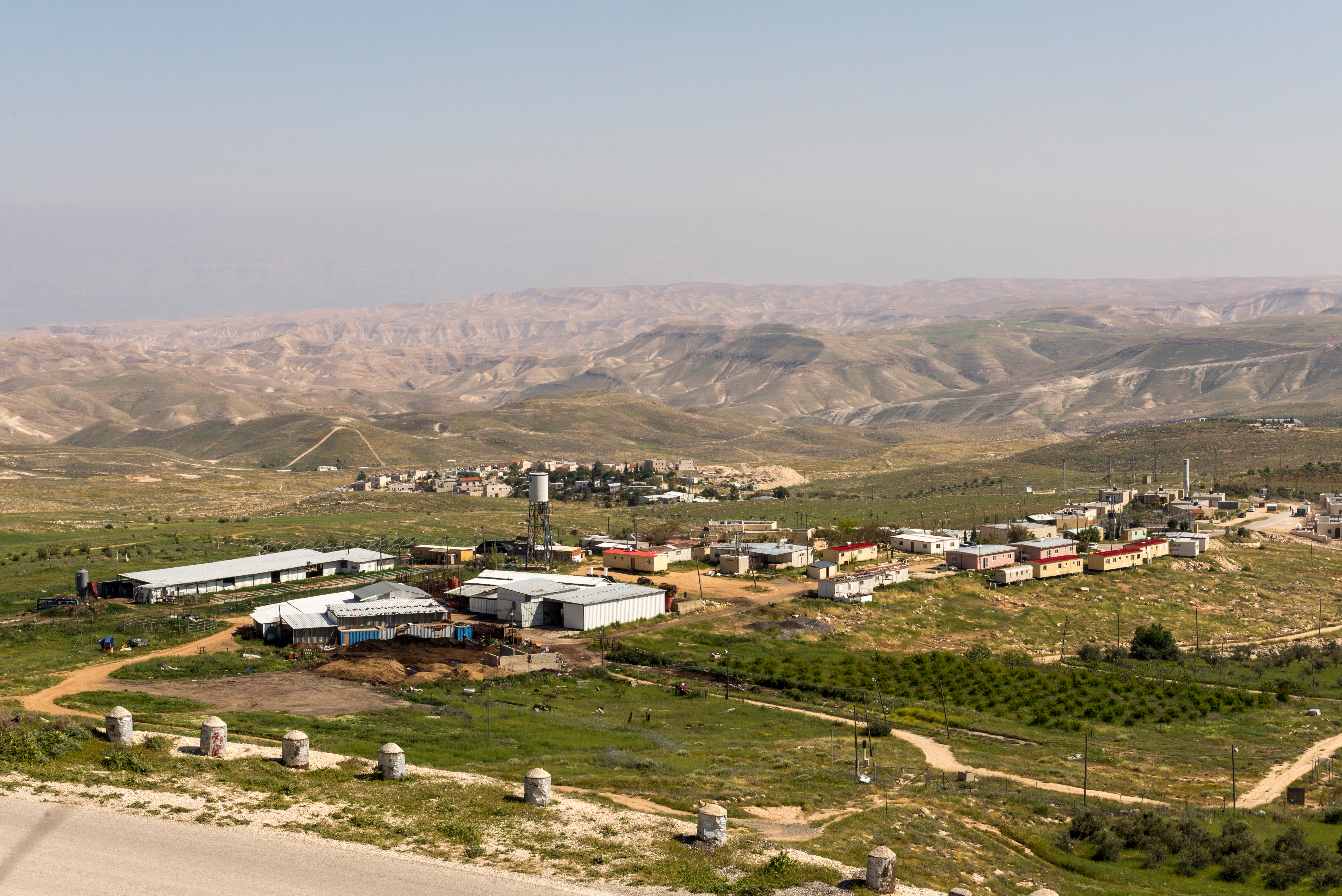

요르단강 서안 지구(영어: West Bank 웨스트 뱅크[*], 히브리어: הַגָּדָה הַמַּעֲרָבִית 하가다 하마아라비트, 아랍어: الضِّفَّة الْغَرْبِيَّة 아디파 알가르비야[*])는 중동에 있는 팔레스타인의 행정 구역이다. 가자 지구와 함께 팔레스타인 독립 국가의 영토이다.
이 지역은 '요르단강 서쪽에 있는 둑' 의미에서 서안 지구(West Bank)로 불리며 제3차 중동 전쟁(1967년)을 계기로 이스라엘이 점령한 곳이다. 남쪽·북쪽·서쪽으로는 이스라엘 영토로 둘러싸여 있고, 동쪽으로는 요르단과 접한다. 동예루살렘을 포함하는 요르단강 서안 지구 면적은 5,640km2이며, 2012년 6월 현재 인구는 260만 명으로 추정한다. 그 가운데 80% 이상인 약 210만 명은 팔레스타인인이며, 약 50만 명은 유대인이다.
서안 지구는 국제법상으로 이스라엘 영토가 아니나, 사실상 이스라엘군사 통제 아래 있다. 서안 지구 내부에는 동예루살렘·베들레헴·예리코주 등을 중심으로 이스라엘 정착촌이 여러 군데 산재해 있으며, 약 50만 명 유대인이 거주하는 정착촌을 보호한다는 목적으로 이스라엘군이 곳곳에 상주하고 있다. 이 지역에서 이스라엘 정부는 유대인 정착촌 확대와 8m 높이 분리 장벽 설치를 강행해 국제적 비난을 받고 있다.
이스라엘이 무력 점령 중인 서안 지구 일대 팔레스타인인은 이스라엘 국민으로서 어떠한 권리도 없으며, 이스라엘 주권이 이스라엘 정착촌 유대인 외 서안 지구 주민을 보호하지 않는다.
서안 지구는 요르단강 서안에 위치하며, 팔레스타인국을 구성하는 두 팔레스타인 영토 중 더 큰 지역이다(다른 하나는 가자 지구이다). 서아시아 레반트 지역의 지중해 연안에 위치한 내륙 영토로, 동쪽으로는 요르단 및 사해와, 남쪽, 서쪽, 북쪽으로는 그린 라인을 통해 이스라엘과 접한다. 1967년부터 이 영토는 이스라엘의 점령 하에 있으며, 이는 국제 공동체의 법에 따라 불법으로 간주된다.
이 영토는 1948년 아랍-이스라엘 전쟁 이후 요르단에 의해 점령되고 나중에 합병된 지역으로 처음 등장했다. 요르단은 1967년 제3차 중동 전쟁으로 이스라엘에 점령될 때까지 이 영토를 통치했다. 그 이후로 이스라엘은 서안 지구(1980년 사실상 합병된 동예루살렘 제외)를 유대 사마리아 지역으로 관리해 왔다. 요르단은 1988년까지 이 영토에 대한 주장을 계속했다. 1990년대 중반 오슬로 협정은 팔레스타인 자치 정부 (PNA)를 통해 서안 지구를 세 가지 지역 수준의 팔레스타인 주권으로 나눴다: 구역 A (PNA), 구역 B (PNA 및 이스라엘), 그리고 구역 C (이스라엘, 서안 지구의 60%를 차지). PNA는 세 구역에 걸쳐 165개 팔레스타인 위요지에 대해 전체 또는 부분적인 민정 관리를 행사한다.
서안 지구는 이스라엘-팔레스타인 분쟁의 핵심으로 남아있다. 팔레스타인인들은 가자 지구와 함께 이곳을 그들이 구상하는 국가의 심장으로 여긴다. 우익 및 이데올로기적 이스라엘인들은 이곳을 수많은 성경 유적지가 있는 조상들의 고향으로 본다. 일부 이스라엘인들 사이에서는 이 땅의 부분적 또는 완전한 병합을 추진하려는 움직임이 있다. 또한, 이곳은 증가하는 이스라엘 정착민들의 고향이기도 하다. 구역 C에는 230개 이스라엘 정착촌이 있으며, 이곳에는 이스라엘 법률이 적용되었고, 오슬로 협정에 따라 1997년까지 대부분 PNA로 이전될 예정이었으나, 이는 이루어지지 않았다. 국제 사회는 서안 지구의 이스라엘 정착촌이 국제법상 불법이라고 간주한다. 1980년 이스라엘이 예루살렘을 수도로 선포한 법률, 1994년 이스라엘–요르단 평화 조약, 그리고 오슬로 협정을 인용하여, 2004년 국제사법재판소 (ICJ)의 권고적 의견은 동예루살렘을 포함한 서안 지구가 이스라엘의 점령지로 남아있다고 결론지었다. 2024년에 ICJ는 다시 한번 이스라엘의 서안 지구 점령이 불법이라고 판결했으며, 그들의 행위가 인종 분리 정책과 아파르트헤이트에 대한 국제적 금지 또한 위반한다고 덧붙였다.
서안 지구는 약 5,640 제곱킬로미터 (2,180 제곱마일)의 육지 면적을 가지고 있다. 이곳에는 추정되는 2,747,943명의 팔레스타인인과 67만 명 이상의 이스라엘 정착민이 살고 있으며, 이 중 약 22만 명이 동예루살렘에 거주한다.

## 명칭

### 서안 지구

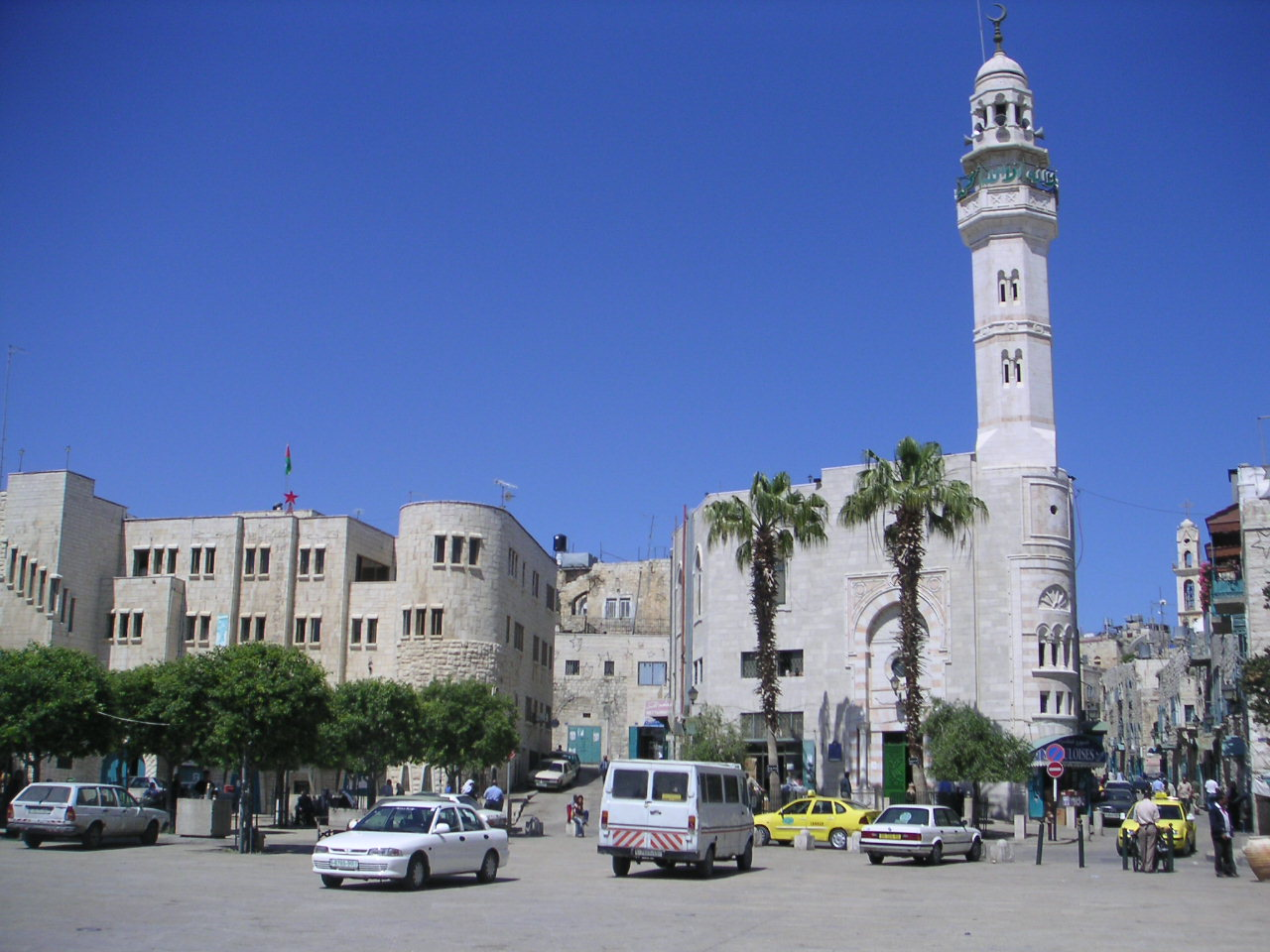
서안 지구의 베들레헴시

서안 지구(West Bank)라는 이름은 아랍어 용어 aḍ-Ḍiffah al-Ġarbiyyah (아랍어: الضفة الغربية)를 번역한 것으로, 1948년 점령되고 1950년 합병된 요르단강 서쪽에 위치한 영토를 지칭한다. 이 합병은 널리 불법으로 간주되었으며, 이라크, 파키스탄, 그리고 영국만이 이를 인정했다. 히브리어에서도 이 용어 (히브리어: הַגָּדָה הַמַּעֲרָבִית Hagada HaMa'aravit)가 사용되지만, 이 지역은 유대와 사마리아(히브리어: יְהוּדָה וְשׁוֹמְרוֹן)로 더 자주 불린다.

### 요르단 서부
신(新) 라틴어 이름 시스이오르다니아(Cisiordania) (직역: '요르단강 이쪽 편에')의 변형은 로망스어에서 이 지역의 일반적인 이름으로 사용된다. 예를 들어, 스페인어: Cisjordania, 포르투갈어: Cisjordânia, 프랑스어: Cisjordanie, 이탈리아어: Cisgiordania, 루마니아어: Cisiordania 등이 있으며, 다른 일부 언어에서도 사용된다. 예를 들어, 바스크어: Zisjordania, 브르타뉴어: Sisjordania, 헝가리어: Ciszjordánia, 과라니어: Sihorytáña, 에스페란토: Cisjordanio 등이 있다. 그러나 '서안 지구'라는 이름은 1948년 요르단의 점령 이후부터 영어 및 일부 게르만어에서 이 지정학적 실체를 지칭하는 표준 용어가 되었다.
유사한 트란스요르단 (직역: '요르단강 건너편에')은 역사적으로 현재의 요르단 하심 왕국이 대략적으로 구성된 지역을 지칭하는 데 사용되었으며, 이는 요르단강 동쪽에 위치한다.

## 역사
1517년부터 1917년까지 현재 서안 지구로 알려진 지역은 튀르크 통치하에 있었으며, 오스만령 시리아의 일부였다.

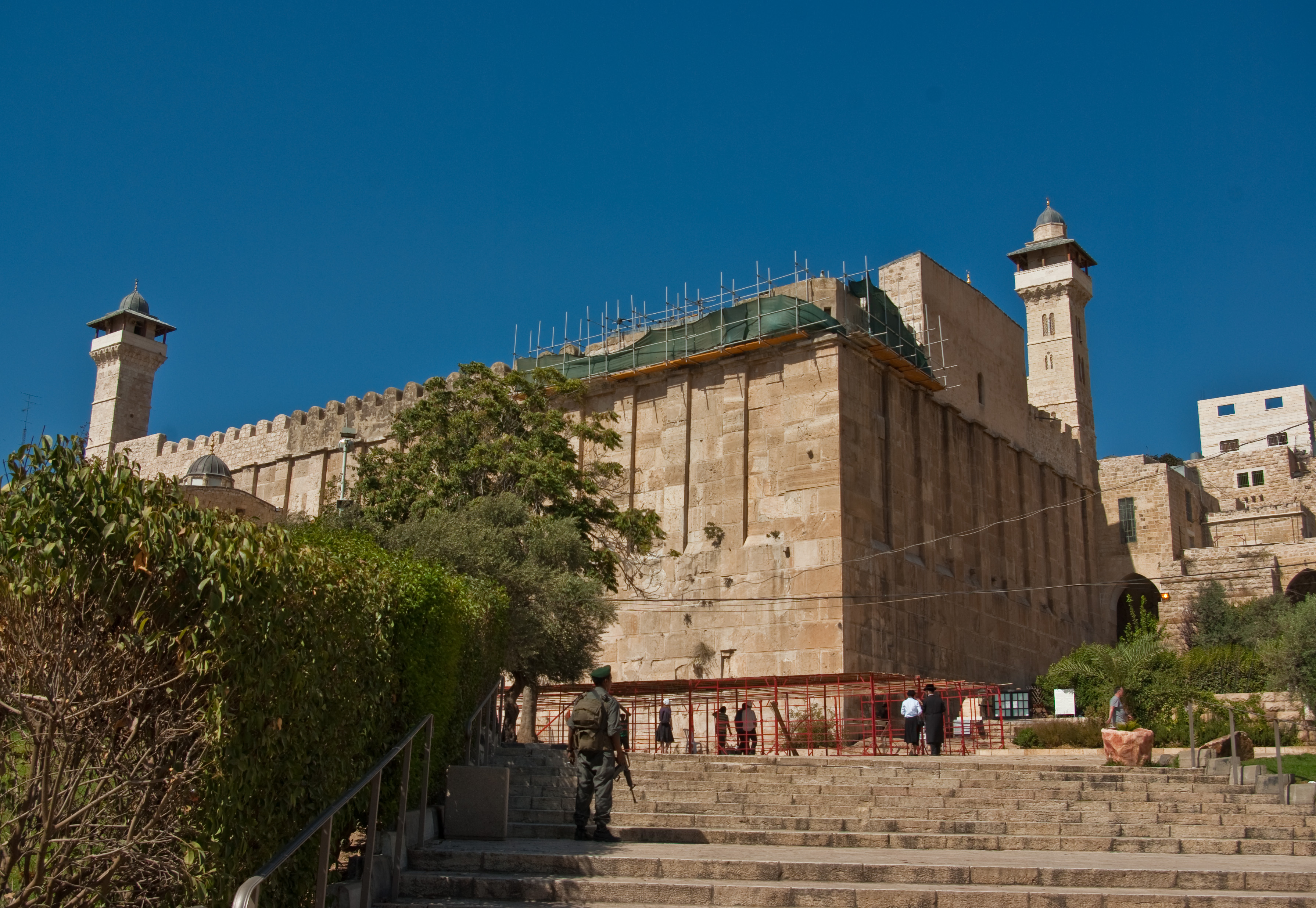
지역에서 가장 유명한 성지 중 하나인 조상들의 동굴.

1920년 산레모 회의에서 승리한 연합국은 이 지역을 영국 팔레스타인 위임통치령 (1920–1948)에 할당했다. 1920년 4월 25일에 채택된 산레모 결의는 1917년의 밸푸어 선언을 포함했다. 이 결의와 국제연맹 규약 22조는 영국 팔레스타인 위임통치령이 구성된 기본 문서였다. 영국은 1921년 4월 11일에 압둘라 1세를 트란스요르단 에미르로 선포했다. 그는 1946년 5월 25일에 이를 독립적인 하심 왕국으로 선언했다.
1947년 유엔에 의해 팔레스타인 분할 계획에 따라 제안된 아랍국의 일부로 지정되었다. 유엔 결의 181은 영국 위임통치령을 유대 국가, 아랍 국가, 그리고 국제적으로 관리되는 예루살렘의 영토로 분할할 것을 권고했다. 현대 서안 지구의 더 넓은 지역은 아랍 국가에 할당되었다. 이 결의는 "사마리아와 유대의 구릉 지대"로 묘사된 영토, 즉 현재 "서안 지구"로 알려진 지역을 제안된 아랍 국가의 일부로 지정했다. 1948년 아랍-이스라엘 전쟁 이후, 이 지역은 트란스요르단에 의해 점령되었다.

### 요르단령 서안 지구

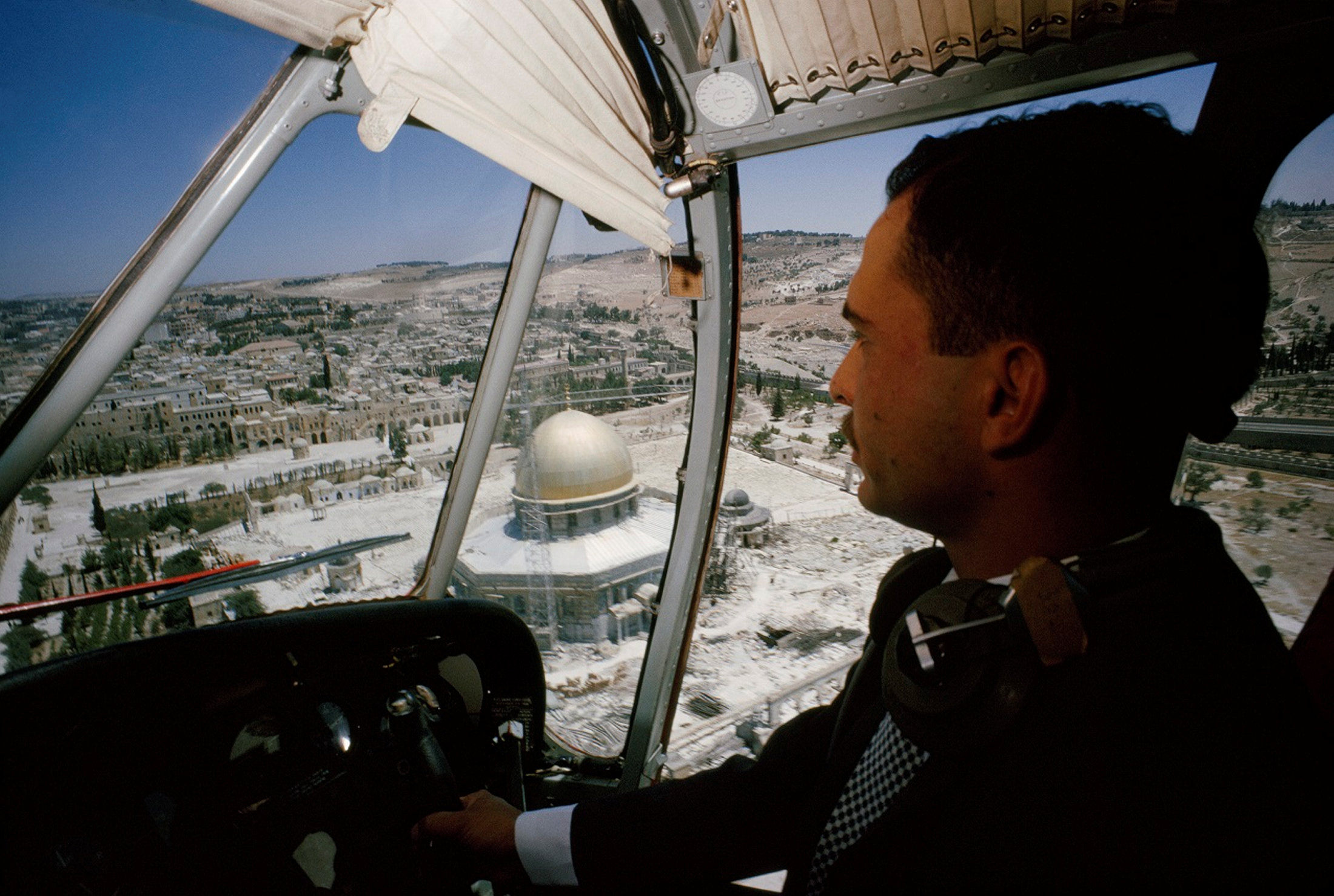
후세인 국왕이 요르단 통치 하의 예루살렘 성전산 위를 비행하는 모습, 1965년

1948년 전쟁 중, 이스라엘은 유엔 분할 계획에서 "팔레스타인"으로 지정된 지역의 일부를 점령했다. 1949년 휴전 협정은 이스라엘과 요르단 간의 임시 경계선을 설정했으며, 이는 본질적으로 전쟁 후 전장 상황을 반영했다. 1948년 12월 예리코 회담에 이어, 트란스요르단은 1950년 요르단강 서안 지역을 합병하여 "서안 지구" 또는 "시스요르단"으로 명명하고, 강 동쪽 지역은 "동안 지구" 또는 "트란스요르단"으로 지정했다. 이제 요르단으로 알려진 나라는 1948년부터 1967년까지 서안 지구를 통치했다. 요르단의 합병은 영국과 이라크를 제외한 국제 사회에서 공식적으로 인정되지 않았다. 요르단의 압둘라 1세 국왕은 1948년 11월 15일 콥트 주교에 의해 예루살렘의 왕으로 즉위했다. 동예루살렘을 포함한 서안 지구의 팔레스타인 아랍인들은 요르단 시민권을 부여받았고 요르단 의회 의석의 절반을 차지하여, 국가의 모든 부문에서 동등한 기회를 누렸다.
많은 난민들은 계속해서 캠프에 거주하며 생계를 위해 UNRWA의 지원에 의존했다. 팔레스타인 난민은 요르단 인구 150만 명의 3분의 1 이상을 차지했다. 서안 지구 주민들이 투표에 참여한 마지막 요르단 선거는 1967년 4월에 있었다. 그들의 의회 대표들은 1988년 서안 지구 의석이 폐지될 때까지 재직했다. 팔레스타인인들은 차별 없이 국가의 모든 부문에서 동등한 기회를 누렸다. 농업은 이 지역의 주요 활동으로 남아있었다. 서안 지구는 면적은 작았지만 요르단 농지의 절반을 차지했다.
1966년, 5만 5천 명의 노동력 중 43%가 농업에 종사했으며, 2,300 km2의 면적이 경작되었다. 1965년에는 1만 5천 명의 노동자가 산업에 고용되어 GNP의 7%를 생산했다. 이 수치는 1967년 전쟁 이후 감소했으며 1983년까지 그 수준을 회복하지 못했다. 관광 산업은 중요한 역할을 했다. 8개 아랍 은행의 26개 지점이 존재했다. 요르단 디나르는 법정 통화가 되었고 오늘날까지 그러하다. 요르단의 과일 재배지의 80%와 채소의 40%가 서안 지구에 있었다. 점령이 시작되면서 이 지역은 더 이상 수출 수입을 창출할 수 없었다.
점령 직전, 서안 지구는 요르단 GNP의 40%, 농업 생산량의 34%에서 40% 사이, 그리고 노동력의 거의 절반을 차지했지만, 요르단 투자의 3분의 1만이 이 지역에 할당되었고 주로 개인 주택 건설 부문에 집중되었다. 1인당 생산량이 서안 지구보다 10배 이상 높았음에도 불구하고, 점령 직전의 이스라엘 경제는 2년(1966–1967) 동안 급격한 불황을 겪었다.
점령 직후인 1967년부터 1974년까지 경제는 호황을 누렸다. 1967년 팔레스타인 경제는 백만 명 인구에 대해 1인당 국내총생산(GDP)이 1,349달러였다. 서안 지구 인구는 58만 5,500명이었고, 이 중 18%가 난민이었으며, 연간 2%씩 증가했다. 서안 지구의 성장은 가자(3%)에 비해 뒤처졌는데, 이는 서안 지구 주민들이 요르단에서 일자리를 찾기 위해 대규모 이민을 떠났기 때문이다. 이스라엘에서는 농업이 산업 발전으로 대체되었지만, 서안 지구에서는 여전히 농업이 국내 총생산의 37%를 차지했고, 산업은 겨우 13%에 불과했다.
이스라엘 점령 이전 요르단 통치 기간 동안 서안 지구 경제의 성장률은 연간 6~8%를 기록했다. 이러한 성장률은 전후 서안 지구가 경제적 자립을 달성하는 데 필수적이었다.

### 이스라엘 군사정부와 민정
1967년 6월, 서안 지구와 동예루살렘은 제3차 중동 전쟁의 결과로 이스라엘에 점령되었다. 동예루살렘과 과거 이스라엘-요르단 무인지대를 제외하고 서안 지구는 이스라엘에 병합되지 않았다. 이 지역은 1982년까지 이스라엘 군사 통제 하에 있었다.
1974년 아랍 연맹 정상회담 라바트 결의안은 팔레스타인 해방기구 (PLO)를 "팔레스타인 인민의 유일하고 합법적인 대표자"로 지정했다. 요르단은 1988년까지 이 지역에 대한 주장을 공식적으로 포기하지 않았으며, 서안 지구와의 모든 행정 및 법적 관계를 단절하고 결국 서안 지구 팔레스타인인들의 요르단 시민권을 박탈했다.
1982년 이집트–이스라엘 평화 조약의 결과로, 직접적인 군사 통치는 반민간 당국으로 전환되어 이스라엘 국방부 직속으로 운영되며, 팔레스타인인들의 민사 문제를 IDF에서 국방부 민간 공무원에게로 이관했다. 이스라엘 정착촌은 유대 사마리아 지역으로 직접 이스라엘에 의해 관리되었다.
1993년 오슬로 협정 이후, 팔레스타인 자치 정부는 공식적으로 서안 지구의 약 11%를 차지하는 지리적으로 비연속적인 영토인 구역 A를 통제하고 있으며, 이 지역은 이스라엘의 침략을 계속 받고 있다. 약 28%를 차지하는 구역 B는 이스라엘-팔레스타인 공동 군사 및 팔레스타인 민정 통제를 받는다. 약 61%를 차지하는 구역 C는 이스라엘의 완전한 통제 하에 있다. 164개국은 동예루살렘을 포함한 서안 지구를 "점령된 팔레스타인 영토"라고 부르지만, 이스라엘은 유엔이 "설립되고 인정된 주권 국가"로부터 전쟁에서 점령된 영토만을 점령지로 간주한다고 주장한다.
2007년 가자 전투 이후, 팔레스타인 통제 하의 서안 지구 지역은 팔레스타인 자치 정부의 독점적인 부분이 되었다. 가자 지구는 하마스가 통치한다.

### 초기 경제적 영향
요르단은 이 지역을 통치하는 동안 이 지역에 많은 투자를 소홀히 했지만, 예루살렘 근방에는 약간의 투자가 있었다.
1967년 전쟁 직후, 이갈 알론은 알론 계획을 발표했는데, 이 계획은 요르단강 계곡을 따라 길게 뻗은 지역을 합병하고, 팔레스타인 인구 밀도가 높은 1967년 이전 국경에 더 가까운 지역은 제외하는 것이었다. 모셰 다얀은 게르솜 고렌베르그가 "알론의 사진 네거티브"와 같다고 비유하는 계획을 제안했다. 알론 계획은 시간이 지남에 따라 더 많은 영토를 포함하도록 발전했다. 1970년 최종 초안은 서안 지구의 약 절반을 합병했을 것이다. 이스라엘은 서안 지구를 통합하기 위한 전반적인 접근 방식을 가지고 있지 않았다.
초기 점령은 팔레스타인 지역에 대한 공공 투자와 종합 개발 프로그램에 심각한 제약을 가했다. 서안 지구에서 활동하던 영국 및 아랍 상업 은행들은 이스라엘이 권력을 장악한 직후 폐쇄되었다. 레우미 은행은 9개 지점을 개설했지만, 이전 시스템을 성공적으로 대체하지 못했다. 농부들은 대출을 받을 수 있었지만, 팔레스타인 사업가들은 요르단의 5% 이자율에 비해 9%를 부과하는 이스라엘 은행에서 대출을 받는 것을 피했다. 1967년 6월까지 서안 지구 토지의 3분의 1만이 요르단의 토지 및 수자원 분쟁 해결법에 따라 등록되었다. 1968년 이스라엘은 요르단 토지 대장에 소유권을 등록할 가능성을 취소하는 조치를 취했다.
이언 러스틱은 이스라엘이 팔레스타인의 지역 산업 및 농업에 대한 투자를 "사실상 방해"했다고 진술한다. 동시에 이스라엘은 아랍 노동력이 이스라엘 경제에 진입하는 것을 장려했으며, 이들을 이스라엘 수출을 위한 새롭고 확장된 보호 시장으로 간주했다. 팔레스타인 상품의 이스라엘 수출은 제한적으로 허용되었다. 노동력의 3분의 2가 농업에 종사했던 경제에서 주요 농지의 수용은 노동자들이 이스라엘로 일하러 가는 원인이 된 것으로 여겨진다.
노동력의 최대 40%가 매일 이스라엘로 통근하며 저임금 육체노동에 종사했다. 이스라엘에서 임금을 벌어들이는 노동자들의 송금은 1969-73년 호황기 동안 팔레스타인 경제 성장의 주요 요인이었다. 이 지역 노동자들의 이주는 서안 지구 내 노동력 부족과 그에 따른 임금 상승 압력을 야기하여 지역 산업에 부정적인 영향을 미쳤다. 그들의 삶의 질과 이스라엘인의 증가하는 번영 사이의 대조는 분노를 불러일으켰다.
이스라엘은 정부 권한을 강제하기 위해 허가 제도를 구축했는데, 이에 따라 사전 이스라엘 허가 없이는 산업 시설을 건설할 수 없었다. 군사 명령 제393호(1970년 6월 14일)는 지역 사령관에게 건물 건축이 이스라엘 안보에 위험을 초래할 수 있다고 판단될 경우 이를 막을 권한을 부여했다. 전반적인 효과는 제조 개발을 방해하고 모든 지역 산업 활동을 이스라엘 경제의 필요성에 종속시키거나 이스라엘과 경쟁할 수 있는 산업의 설립을 막는 것이었다. 예를 들어, 기업가들은 헤브론의 시멘트 공장 허가를 거부당했다. 이스라엘 농민을 보호하기 위해 멜론 생산이 금지되었고, 포도와 대추야자 수입이 금지되었으며, 오이와 토마토 생산량에 제한이 설정되었다. 이스라엘 우유 생산자들은 산업통상부에 라말라에 경쟁적인 낙농장 설립을 중단하도록 압력을 가했다.
20년이 지난 후, 서안 지구와 가자 지구에 있는 팔레스타인 기업 중 8명 이상을 고용하는 기업의 15%와 7명 이하를 고용하는 기업의 32%가 이스라엘에서 제품을 판매하는 것이 금지되었다. 이스라엘의 보호무역 정책은 광범위한 무역 관계를 왜곡하여, 1996년까지 서안 지구 수입의 90%가 이스라엘에서 왔으며, 소비자들은 상업적 자율성을 행사할 수 있었다면 더 저렴한 가격으로 유사한 제품을 구매할 수 있었을 것이다.

### 법적 지위

1517년부터 1917년까지 서안 지구는 오스만 제국의 일부였다. 오스만 제국의 후계 국가인 튀르키예는 1923년 로잔 조약에 서명함으로써 영토 주장을 포기했으며, 현재 서안 지구라고 불리는 지역은 영국 위임통치령 팔레스타인의 필수적인 부분이 되었다. 위임통치 기간 동안 영국은 주권이 없었으며, 주권은 위임통치 하에 있는 국민에게 있었다. 그럼에도 불구하고 영국은 토지의 관리자로서 오스만 튀르크로부터 상속받은 팔레스타인의 토지 소유권법(1858년 오스만 토지법에 정의된 대로)을 시행하여 이 법률을 아랍인과 유대인 법적 소작인 모두에게 적용했다. 1947년 유엔 총회는 서안 지구가 미래 아랍 국가의 일부가 될 것을 권고했지만, 당시 아랍 국가들은 이 제안에 반대했다. 1948년 요르단은 서안 지구를 점령하고 1950년에 합병했다.
1967년, 이스라엘은 제3차 중동 전쟁에서 요르단으로부터 서안 지구를 점령했다. 이어서 유엔 안전 보장 이사회 결의 제242호가 채택되었으며, 이는 평화와 상호 인정을 대가로 분쟁 중 점령된 영토에서 철수(1949년 휴전선으로의 복귀)를 요구했다. 1979년부터 유엔 안전 보장 이사회, 유엔 총회, 미국, 유럽 연합, 국제사법재판소, 그리고 국제 적십자 위원회는 동예루살렘을 포함한 서안 지구를 점령된 팔레스타인 영토 또는 점령지로 지칭한다. 총회 결의 58/292 (2004년 5월 17일)는 팔레스타인 인민이 해당 지역에 대한 주권을 가질 권리가 있음을 재확인했다.
국제사법재판소 (ICJ)와 이스라엘 대법원은 서안 지구의 지위가 군사 점령 상태라고 판결했다. 2004년 권고적 의견에서 국제사법재판소는 다음과 같이 결론지었다.
그린 라인과 과거 팔레스타인 위임통치령의 동쪽 경계선 사이에 위치한 영토는 1967년 이스라엘과 요르단 간의 무력 충돌 중에 이스라엘에 의해 점령되었다. 국제 관습법에 따르면, 법원은 이들 영토가 점령된 영토이며 이스라엘이 점령국의 지위를 가졌다고 판단한다. 이들 영토에서 이후 발생한 사건들은 이러한 상황을 변경시키지 않았다. 법원은 이 모든 영토(동예루살렘 포함)가 여전히 점령된 영토이며 이스라엘이 계속해서 점령국의 지위를 유지하고 있다고 결론지었다.

같은 맥락에서 이스라엘 대법원은 2004년 베이트 수릭 사건에서 다음과 같이 진술했다.
모든 당사자의 일반적인 출발점은 이스라엘이 이 지역을 교전 점령(occupatio bellica) 상태로 유지하고 있다는 것이며, 이는 또한 우리의 출발점이기도 하다.......군사 사령관의 권한은 교전 점령에 관한 국제 공법 규정에서 비롯된다. 이러한 규칙은 주로 1907년 10월 18일 헤이그 육상 전쟁의 법과 관습에 관한 규정(이하 – 헤이그 규정)에 명시되어 있다. 이 규정들은 국제 관습법을 반영한다. 군사 사령관의 권한은 1949년 제4차 제네바 민간인 보호 협약에도 근거한다.

이스라엘 정부의 행정부는 외교부를 통해 서안 지구를 "점령된" 영토가 아닌 "분쟁" 영토로 규정했으며, 그 지위는 협상을 통해서만 결정될 수 있다고 밝혔다. 외교부는 서안 지구가 제3차 중동 전쟁 이전에 어떤 국가의 합법적인 주권 하에 있지 않았기 때문에 전쟁 중에 점령된 것이 아니라고 주장한다.
그러나 2004년 7월 9일 국제사법재판소의 판결은 동예루살렘을 포함한 서안 지구가 이스라엘의 점령 이전에 어떤 지위였는지와 관계없이 이스라엘에 의해 군사적으로 점령된 영토이며, 제4차 제네바 협약이 법적으로 적용된다고 판결했다. 국제 사회는 서안 지구(동예루살렘 포함)를 이스라엘에 의해 점령된 영토로 간주한다.
2024년, ICJ는 권고적 의견에서 이스라엘의 서안 지구(가자 지구 및 동예루살렘과 함께) 군사 점령이 불법이라고 재차 확인했다. 이 판결은 또한 이스라엘의 "법률과 조치들이 인종 분리 정책과 아파르트헤이트에 대한 국제적 금지를 위반한다"고 덧붙였다.
국제법 (제4차 제네바 협약 제49조)은 "점령국 인구를 점령지로 이전하는 것"을 금지하고 있으며, 이는 이스라엘 정부가 서안 지구에 이스라엘 시민을 정착시키지 않을 책임이 있음을 의미한다.
2024년 6월 현재, 유엔 193개 회원국 중 146개국 (75.6%)이 팔레스타인국을 팔레스타인 영토 내에서 인정하고 있으며, 이스라엘은 이들 영토를 단일 영토 단위로 인정하며, 서안 지구는 미래 국가의 핵심이다.

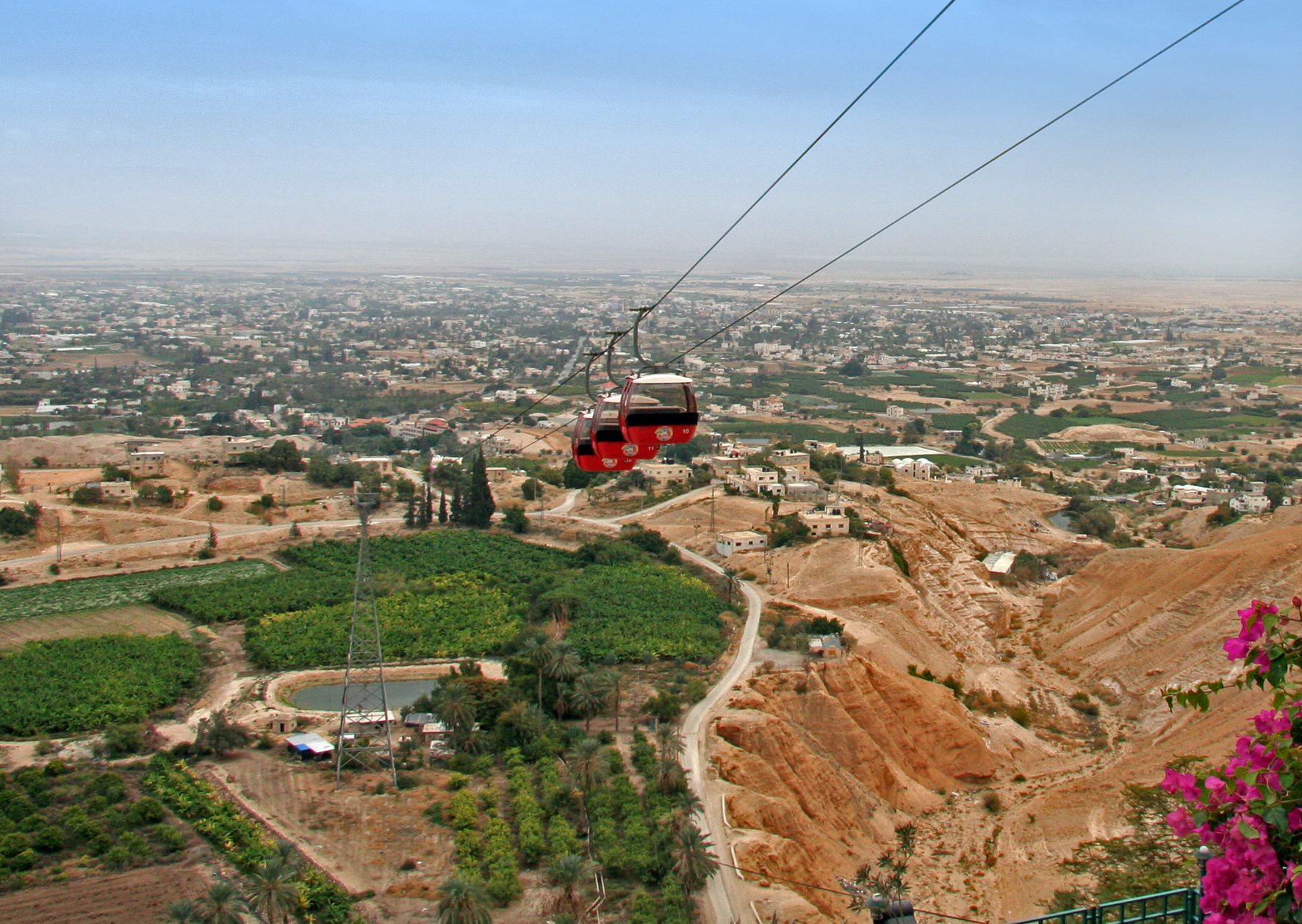
서안 지구의 예리코 시

### 정치적 지위

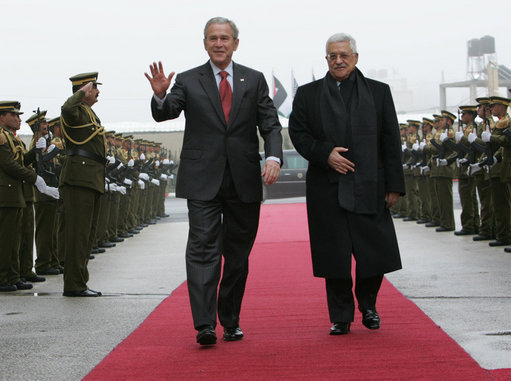
2008년 조지 부시 미국 대통령과 마흐무드 압바스가 라말라에 있는 모습

서안 지구와 지중해 연안의 가자 지구의 미래 지위는 팔레스타인과 이스라엘 간의 협상 대상이었지만, 미국, 러시아, 유럽 연합, 유엔으로 구성된 "쿼텟"이 제안한 2002년 평화 로드맵은 이스라엘과 나란히 존재하는 독립적인 팔레스타인 국가를 이 영토에 구상한다(팔레스타인국의 역사 참조). 그러나 "로드맵"은 첫 단계에서 팔레스타인인들이 이스라엘에 대한 모든 공격을 중단해야 하며, 이스라엘은 모든 전초기지를 해체해야 한다고 명시한다.
팔레스타인 자치 정부는 서안 지구가 자국 주권 국가의 일부여야 하며, 이스라엘 군사 통제의 존재는 팔레스타인 자치 정부 통치권에 대한 침해라고 믿는다. 유엔은 서안 지구와 가자 지구를 이스라엘의 점령지라고 부른다. 미국 국무부 또한 이 지역을 점령지로 지칭한다.
2005년 이스라엘 주재 미국 대사 대니얼 커트저는 "협상 결과로 이스라엘의 주요 이스라엘 인구 중심지 [서안 지구] 유지를 지지한다"고 표명했으며, 이는 부시 대통령이 1년 전에 영구 평화 조약이 서안 지구의 "인구 통계적 현실"을 반영해야 한다고 언급한 것을 반영한다. 2011년 5월 버락 오바마 미국 대통령은 1967년 전쟁 이전의 국경을 기반으로 미래 팔레스타인 국가를 지지하며, 양측이 상호 합의할 수 있는 영토 교환을 허용한다고 공식적으로 발표했다. 오바마는 이러한 정책을 공식적으로 지지한 최초의 미국 대통령이었지만, 그는 이 정책이 중동 협상에서 미국이 오랫동안 유지해 온 것이라고 말했다.
2016년 12월, 유엔 안전 보장 이사회는 이스라엘의 정착촌 활동을 국제법의 "명백한 위반"이며 "법적 효력이 없다"고 비난하는 결의안을 채택했다. 이 결의안은 이스라엘에 그러한 활동을 중단하고 제4차 제네바 협약에 따른 점령국의 의무를 이행할 것을 요구한다. 미국은 이 투표에서 기권했다.
2020년, 도널드 트럼프 대통령은 기존 평화 계획과는 근본적으로 다른 평화 계획을 공개했다. 이 계획은 지지를 얻지 못했다.
서안 지구는 V-Dem 민주주의 지수에 따르면 2024년 중동 및 북아프리카 지역의 선거 민주주의 국가 중 1점 만점에 0.254점으로 10위를 기록했다.

## 지리

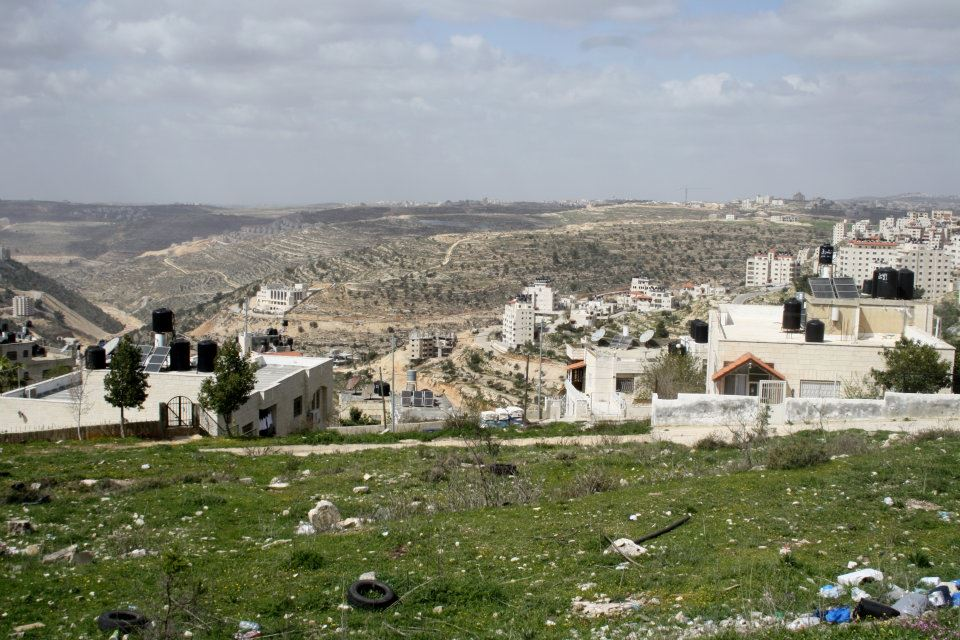
유대 산지에서 바라본 라말라 전경

서안 지구는 5,628 or 5,640 제곱킬로미터 (2,173 or 2,178 제곱마일)의 면적을 가지고 있으며, 이는 과거 위임통치령 팔레스타인(요르단 제외)의 21.2%를 차지한다 일반적으로 거친 산악 지형으로 이루어져 있다. 이 지역의 육지 경계 총 길이는 404 km (251 mi)이다. 지형은 대부분 험준하게 깎인 고지대이며, 서쪽에는 약간의 초목이 있지만 동쪽은 다소 황량하다. 해발 고도는 사해 해안의 -408m에서 나비 유니스 산의 최고점인 1,030m까지 다양하다. 서안 지구는 내륙 지역이다; 이 지역의 고지대는 이스라엘 해안 대수층의 주요 재충전 지역이다.
서안 지구는 사해 북서쪽 4분의 1을 포함하여 220 km2 (85 mi2)의 수역을 가지고 있다.
이 지역에는 천연자원이 거의 없으며, 땅 면적의 27%를 차지하는 경작 가능한 토지가 유일하다. 이 토지는 주로 영구 방목지(경작 가능 토지의 32%)와 계절별 농업 용도(40%)로 사용된다. 숲과 삼림은 겨우 1%를 차지하며, 영구 작물은 없다.

### 기후
서안 지구의 기후는 대부분 지중해성 기후이며, 해안 지역에 비해 고지대는 약간 더 시원하다. 동쪽으로 서안 지구는 유대 광야와 사해 해안을 포함하며, 이 두 지역은 건조하고 더운 기후를 보인다.
북서쪽 고지대에서는 연간 강수량이 685mm(27인치)를 넘는다. 이는 남서쪽과 남동쪽으로 갈수록 감소하여 100mm(4인치) 미만이 된다. 구릉 지형은 양 방목과 올리브, 곡물, 과일 재배에 사용된다. 요르단 강 계곡 또한 다양한 과일과 채소 재배에 활용된다.

## 정부

### 정치 행정
| 지역                      | 지역                            | 행정 주체                                                                           | 통치 당국 인정 여부                            | 주권 주장 주체                     | 주장 승인 여부                                             |
| ------------------------- | ------------------------------- | ----------------------------------------------------------------------------------- | ---------------------------------------------- | ---------------------------------- | ---------------------------------------------------------- |
| 가자 지구                 | 가자 지구                       | 팔레스타인 자치 정부 (법률상) 하마스 통제 (사실상)                                  | 제2차 오슬로 협정 증인국                       | 팔레스타인                         | 139개 유엔 회원국                                          |
| 요르단강 서안 지구        | 팔레스타인 위요지 (구획 A 및 B) | 팔레스타인 자치 정부 및 이스라엘군                                                  | 제2차 오슬로 협정 증인국                       | 팔레스타인                         | 139개 유엔 회원국                                          |
| 요르단강 서안 지구        | 구획 C                          | 이스라엘 위요지법 (이스라엘 정착촌) 및 이스라엘군 (이스라엘 점령 하의 팔레스타인인) | 제2차 오슬로 협정 증인국                       | 팔레스타인                         | 139개 유엔 회원국                                          |
| 요르단강 서안 지구        | 동예루살렘                      | 이스라엘 행정부                                                                     | 온두라스, 과테말라, 나우루, 미국               | 팔레스타인                         | 중화인민공화국, 러시아                                     |
| 서예루살렘                | 서예루살렘                      | 이스라엘 행정부                                                                     | 러시아, 체코, 온두라스, 과테말라, 나우루, 미국 | 유엔 및 국제 도시로서의 동예루살렘 | 여러 유엔 회원국 및 유럽 연합; 공동통치령 또한 널리 지지됨 |
| 골란고원                  | 골란고원                        | 이스라엘 행정부                                                                     | 미국                                           | 시리아                             | 미국을 제외한 모든 유엔 회원국                             |
| 이스라엘 (그린 라인 국경) | 이스라엘 (그린 라인 국경)       | 이스라엘 행정부                                                                     | 164개 유엔 회원국                              | 이스라엘                           | 164개 유엔 회원국                                          |

#### 팔레스타인 위요지

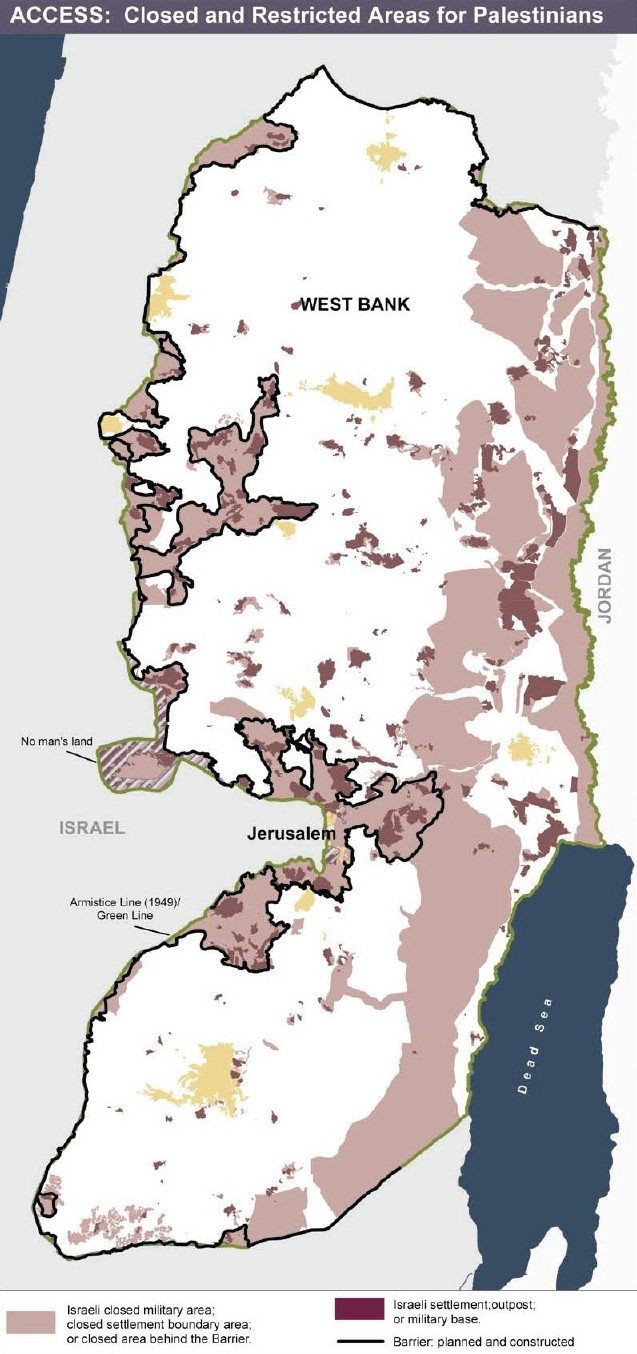
2006년 1월 서안 지구 정착촌 및 폐쇄 지역 지도: 노란색 = 팔레스타인 도시 중심. 연분홍색 = 폐쇄된 군사 지역 또는 정착촌 경계 지역 또는 이스라엘 요르단강 서안 지구 분리 장벽으로 고립된 지역; 진분홍색 = 정착촌, 전초 기지 또는 군사 기지. 검은색 선 = 장벽 경로

1993년 오슬로 협정은 서안 지구의 최종 지위를 이스라엘과 팔레스타인 지도부 간의 향후 합의에 따를 것이라고 선언했다. 이 임시 협정 이후, 이스라엘은 서안 지구의 일부 지역에서 군사 통치를 철회했으며, 이 지역은 3개의 구역으로 나뉘었다.
| 구역 | 안보       | 민정       | 서안 지구 토지의 % | 서안 지구 팔레스타인인의 % |
| ---- | ---------- | ---------- | ------------------ | -------------------------- |
| A    | 팔레스타인 | 팔레스타인 | 18%                | 55%                        |
| B    | 이스라엘   | 팔레스타인 | 21%                | 41%                        |
| C    | 이스라엘   | 이스라엘   | 61%                | 4%                         |

구역 A는 팔레스타인 자치 정부의 완전한 민사 통제를 받으며, 팔레스타인 마을과 북쪽(제닌, 나블루스, 투바스, 툴카름 사이), 남쪽(헤브론 주변), 중부 살피트 남쪽의 이스라엘 정착촌과 떨어진 일부 농촌 지역을 포함한다. 구역 B는 다른 인구 밀집 농촌 지역을 추가하며, 이 중 다수는 서안 지구의 중심부에 더 가깝다. 구역 C는 모든 이스라엘 정착촌(동예루살렘 정착촌 제외), 정착촌 접근 도로, 완충 지대(정착촌, 도로, 전략 지역 및 이스라엘 근처), 그리고 거의 모든 요르단계곡 및 유대 광야를 포함한다.
구역 A와 B는 그 자체로 227개의 개별 구역(그 중 199개는 2 km2 (1 mi2)보다 작다)으로 나뉘며, 이들은 이스라엘 통제 하의 구역 C에 의해 서로 분리되어 있다.
 구역 A, B, C는 팔레스타인 자치 정부, 이스라엘, IDF가 행정 구역으로 사용하는 주요 도시에 이름을 딴 11개 주를 가로지른다. 팔레스타인 국가를 개발하는 데 필요한 경작지, 건축 부지, 수원, 채석장 및 관광지 등의 기본 자원을 모두 포함하는 구역 C의 대부분의 개방 지역은 오슬로 협정에 따라 1999년까지 팔레스타인인들에게 넘겨질 예정이었으나, 이 합의는 결코 달성되지 않았다.
브체렘에 따르면, 팔레스타인 인구의 대다수가 A 및 B 구역에 거주하지만, 서안 지구 전역의 수십 개 마을과 도시에서 건설에 이용 가능한 공지는 공동체 경계에 위치하며 C 구역으로 지정되어 있다. C 구역의 1% 미만이 팔레스타인인 사용을 위해 지정되어 있으며, 팔레스타인인들은 이스라엘 당국의 제한으로 인해 C 구역 내 기존 팔레스타인 마을에서도 합법적으로 건물을 지을 수 없다.
2007년 유엔 인도주의 업무 조정국의 평가에 따르면, 서안 지구의 약 40%가 이스라엘 인프라로 점유되어 있었다. 정착촌, 장벽, 군사 기지 및 폐쇄된 군사 지역, 이스라엘 선포 자연 보호 구역 및 이를 동반하는 도로로 구성된 이 인프라는 팔레스타인인들에게 접근이 불가능하거나 엄격히 통제된다.
2011년 6월, 독립 인권위원회는 2010년 서안 지구와 가자 지구의 팔레스타인인들이 팔레스타인 자치 정부와 하마스뿐만 아니라 이스라엘 당국에 의해 "거의 체계적인 캠페인"의 인권 침해를 당했으며, 팔레스타인 자치 정부와 하마스의 보안군은 고문, 체포 및 자의적 구금에 책임이 있다는 보고서를 발표했다.

#### 이스라엘에 의해병합된 구역

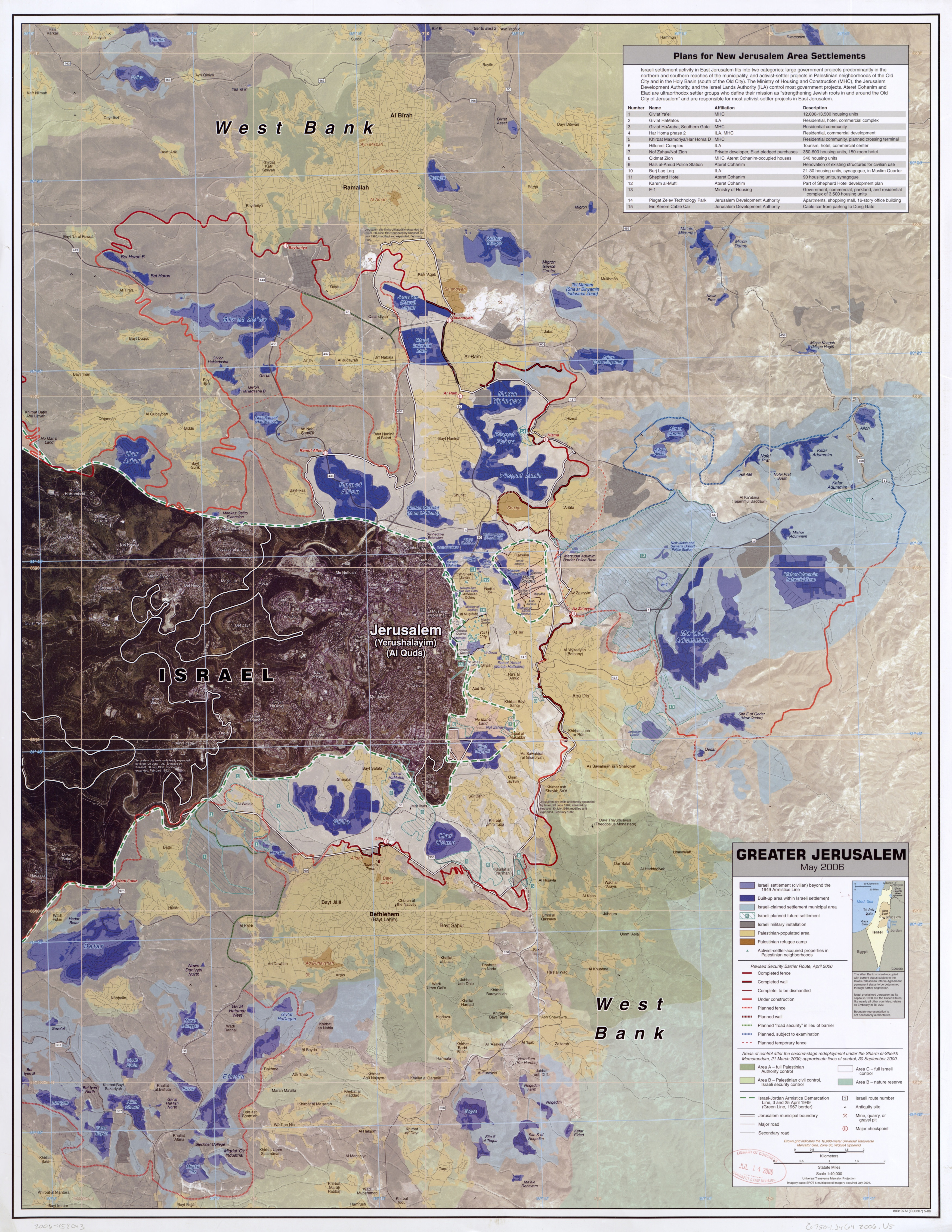
2006년 5월 대예루살렘 지역. CIA의 원격탐사 지도에는 정착촌으로 간주되는 지역, 난민 캠프, 울타리, 벽 등이 표시되어 있다.

예루살렘법을 통해 이스라엘은 동예루살렘에 대한 행정 통제를 확장했다. 이는 종종 공식적인 합병과 동등한 것으로 해석되어 왔지만, 이언 러스틱은 이스라엘 조치의 법적 지위를 검토하면서 그러한 합병은 결코 이루어지지 않았다고 주장했다. 팔레스타인 거주자들은 법적인 영주권 지위를 가지고 있다. 예루살렘법을 거부하며 유엔 안전 보장 이사회는 유엔 안전 보장 이사회 결의 제478호를 통과시켜 이 법이 "무효"라고 선언했다. 영주권자에게는 특정 조건(국가에 대한 충성 맹세 및 다른 시민권 포기 포함)을 충족할 경우 이스라엘 시민권을 취득할 수 있도록 허용되지만, 대부분의 팔레스타인인들은 정치적인 이유로 이스라엘 시민권을 신청하지 않았다. 서안 지구가 1967년 점령 이후 이스라엘에 병합되지 않은 데는 여러 가지 가능한 이유가 있다. 이스라엘 정부는 공식적인 이유를 명확히 밝히지 않았지만, 역사가들과 분석가들은 다양한 이유를 제시했으며, 그 중 대부분은 인구 통계학적인 이유이다. 가장 흔히 언급되는 이유는 다음과 같다.
- 이스라엘의 파괴를 맹세하는 동맹국이 있는 잠재적으로 적대적인 인구의 압도적인 수에 시민권을 부여하는 것에 대한 망설임.[97][98]
- 이웃 국가들과의 토지 대 평화를 궁극적으로 교환하기 위해[97][98]
- 이스라엘 아랍인 시민을 포함한 아랍인 인구가 요르단강 서쪽의 유대인 이스라엘인 수를 능가할 것이라는 두려움.[96][97]
- 제4차 제네바 협약에 따른 병합의 적법성 논란[99]

인구 통계학적 우려가 이스라엘 지도부의 일부 중요한 인물들에게 얼마나 중요했는지는 전 크네세트 의장이자 전 유대인 기관 의장이었던 아브라함 버그가 2003년 9월 <가디언>에 기고한 글에서 잘 드러난다.
"요르단과 지중해 사이에는 더 이상 분명한 유대인 다수가 존재하지 않는다. 그러므로 동료 시민 여러분, 대가를 치르지 않고는 모든 것을 유지할 수 없다. 팔레스타인 다수를 이스라엘의 지배하에 두면서 동시에 중동에서 유일한 민주주의 국가라고 생각할 수는 없다. 이곳에 사는 모든 사람, 아랍인과 유대인 모두에게 동등한 권리가 없다면 민주주의는 있을 수 없다. 우리는 이 영토를 유지하면서 세계 유일의 유대 국가에서 유대인 다수를 유지할 수 없다 – 인간적이고 도덕적이며 유대적인 수단으로는 불가능하다."

#### 구역 C와 이스라엘 정착촌
2022년 현재, 이스라엘 정착민 45만 명 이상이 동예루살렘을 제외한 서안 지구의 132개 이스라엘 정착촌에 거주하고 있으며, 동예루살렘의 12개 정착촌에는 추가로 22만 명의 유대인 정착민이 거주하고 있다. 이 외에도 서안 지구에는 140개 이상의 이스라엘 전초지가 있는데, 이들은 이스라엘 법률상으로도 불법이지만, 당국으로부터 인프라, 물, 하수 및 기타 서비스를 제공받고 있다. 이들은 통칭 "불법 전초기지"로 알려져 있다.
서안 지구 정착촌에 이스라엘 법이 적용된 결과, 이스라엘 민법의 상당 부분이 이스라엘 정착촌과 이스라엘의 점령지에 거주하는 이스라엘인에게 적용된다.
국제적인 합의는 서안 지구의 모든 이스라엘 정착촌이 국제법상 불법이라는 것이다. 2002년에 유럽 연합 전체는 모든 이스라엘 정착촌 활동이 불법이라는 결론을 내렸다. 상당수의 이스라엘 대중 또한 서안 지구에 유대인 이스라엘인이 계속 주둔하는 것에 반대하며 2005년 정착촌 재배치를 지지했다. 대부분의 법학자들은 정착촌이 국제법을 위반한다고 보지만, 율리우스 스톤, 유진 로스토우, 그리고 유진 콘토로비치를 포함한 일부 다른 학자들은 이들이 국제법상 합법적이라고 주장한다.
1967년 전쟁 직후, 이스라엘 외무부 법률 고문 테오도르 메론은 이스라엘 장관들에게 "극비" 메모를 통해 점령지 전역에 정착촌을 건설하는 어떤 정책도 국제법을 위반하며 "제4차 제네바 협약의 명시적 조항에 위배될 것"이라고 조언했다. 50년 후, 메론은 해당 주제에 대한 수십 년간의 법률 학술 연구를 인용하며 점령지 내 이스라엘 정착촌의 불법성에 대한 그의 법률적 의견을 재확인했다.
유엔 안전 보장 이사회는 정착촌 문제에 대해 여러 비구속적 결의안을 발표했다. 이러한 결의안 중 대표적인 것은 유엔 안전 보장 이사회 결의 446호로, "이스라엘이 1967년 이후 점령한 팔레스타인 및 기타 아랍 영토에 정착촌을 건설하는 관행은 법적 유효성이 없다"고 명시하고, 이스라엘에 "점령국으로서 1949년 제4차 제네바 협약을 철저히 준수할 것"을 촉구한다.
2001년 12월 5일 제네바에서 열린 제4차 제네바 협약 고등 계약 당사국 회의는 "점령국이 동예루살렘을 포함한 점령된 팔레스타인 영토에서 제4차 제네바 협약을 완전하고 효과적으로 준수하고, 협약 위반 행위를 삼갈 것"을 촉구했다. 고등 계약 당사국들은 "해당 영토 내 정착촌 및 그 확장의 불법성"을 재확인했다.
2007년 12월 30일, 에후드 올메르트 이스라엘 총리는 서안 지구의 모든 정착촌 활동(계획 포함)에 대해 이스라엘 총리와 이스라엘 국방부 장관의 승인을 의무화하는 명령을 내렸다. 이 변화는 정착촌이 계속 확장되고 새로운 정착촌이 설립되는 데 거의 영향을 미치지 않았다. 2014년 8월 31일, 이스라엘은 1,000가구의 이스라엘 가족을 수용하기 위해 서안 지구의 400헥타르 토지를 몰수한다고 발표했다. 이 몰수는 30년 만에 가장 큰 규모로 묘사되었다. 이스라엘 라디오 보도에 따르면, 이 개발은 2014년 이스라엘 십대 납치 및 살인 사건에 대한 대응이라고 한다.
2024년 V-Dem 민주주의 지수에 따르면 서안 지구는 1점 만점에 0.254점으로 중동 및 북아프리카 지역에서 10번째로 선거 민주주의를 기록했다.

#### 팔레스타인 전초 기지

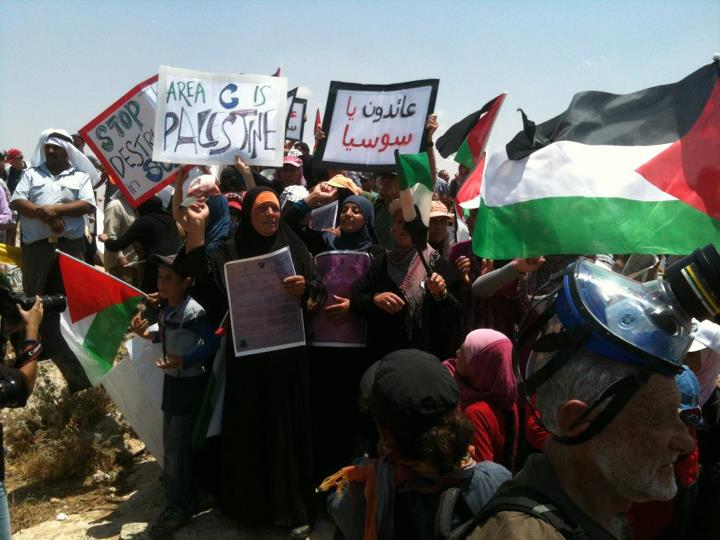
수시아 마을 철거에 반대하는 팔레스타인 시위

<하아레츠> 신문은 2005년 12월 빌린에 있는 "팔레스타인 전초 기지" 철거에 대한 기사를 게재했다. 이 철거는 평화나우(PeaceNow)에 따르면 이중 잣대("오늘 빌린에서 일어난 일 이후, 국가가 건설을 계속하기로 한 결정을 옹호할 이유가 없다"고 미하엘 스파르드가 언급)라는 정치적 논쟁을 불러일으켰다.
2012년 1월, 유럽 연합은 "구역 C와 팔레스타인 국가 건설" 보고서를 승인했다. 이 보고서는 구역 C에서 팔레스타인의 존재가 이스라엘에 의해 지속적으로 약화되었으며, 팔레스타인 자치 정부 (PA)와 유럽 연합의 구역 C에서의 국가 건설 노력은 "연속적이고 실행 가능한 팔레스타인 국가의 건설을 지원하기 위해 지극히 중요하다"고 밝혔다. 유럽 연합은 "팔레스타인 국민을 지원하고 그들의 존재를 유지하는 데 도움을 줄" 다양한 프로젝트를 지원할 것이다.
2012년 5월, 이스라엘 대법원에 15개 이상의 팔레스타인 전초 기지와 "구역 C"의 팔레스타인 건물 건축의 합법성에 대한 청원서가 제출되었다. 이 사건들은 레가빔에 의해 제기되었다.
이 청원은 불법적인 토지 점유와 불법 건축 및 천연자원 사용이라는 공통점을 가진 30개의 다른 청원 중 하나였다. 일부 청원(27개)은 재판에 회부되었으며 대부분은 판결을 받았다.
Ynet 뉴스에 따르면 2013년 1월 11일, 200명의 팔레스타인인과 알 수 없는 수의 외국 활동가들이 50개의 텐트가 있는 바브 알샴스("태양의 문")라는 전초기지를 세웠다.
Ynet News는 2013년 1월 18일, 팔레스타인 활동가들이 베이트 익사의 분쟁 지역에 전초기지를 건설했다고 보도했다. 이스라엘은 예루살렘 부근에 분리 장벽의 일부를 건설할 계획이지만, 팔레스타인인들은 이 지역이 베이트 익사 주민들의 소유라고 주장한다. 이 전초기지는 바브 알카라마로 명명되었다.

#### 이스라엘 요르단강 서안 지구 분리 장벽

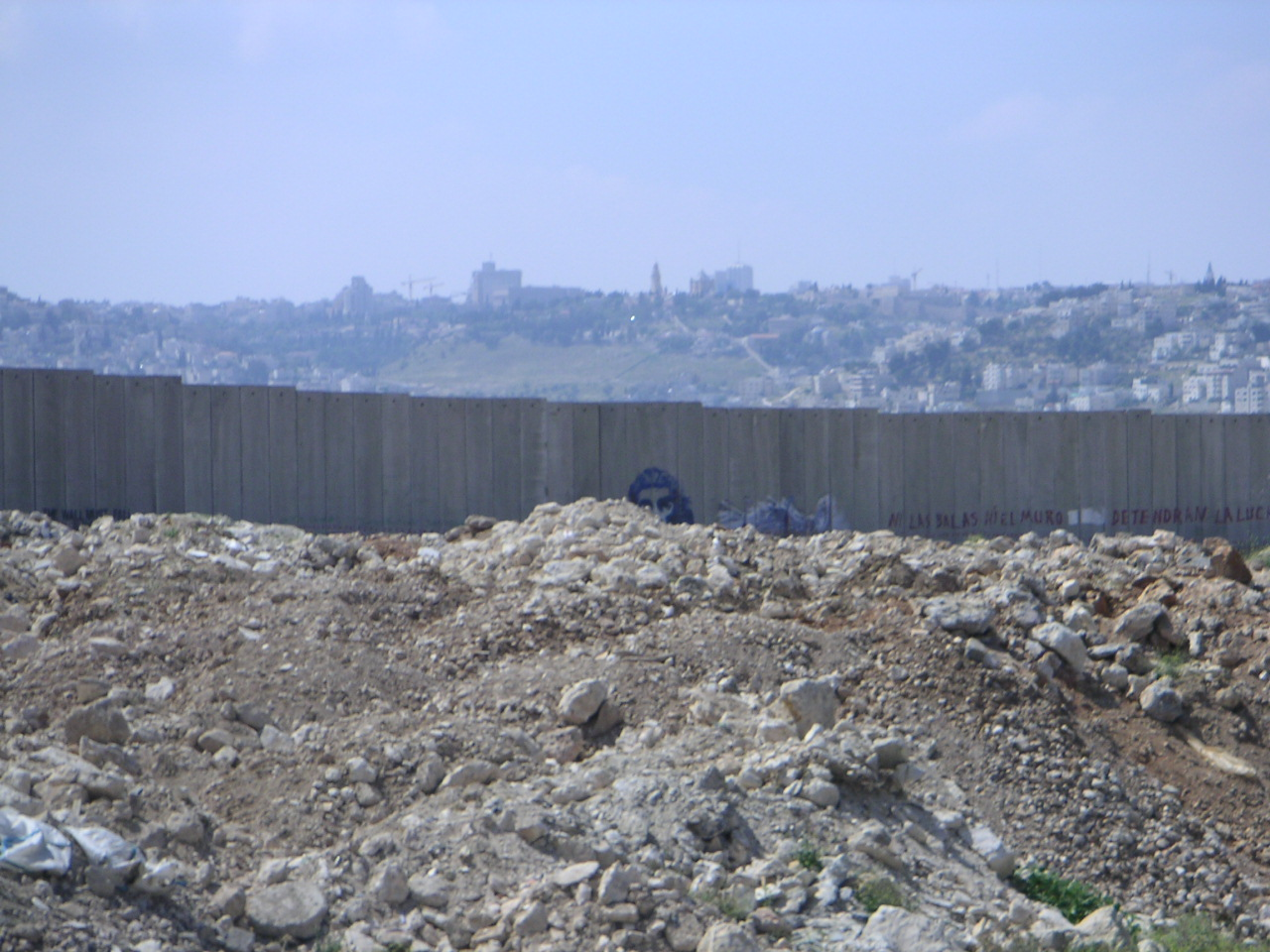
서안 지구 장벽 ("분리 장벽")

칼란디야 검문소 (라말라와 예루살렘 사이)

이스라엘 요르단강 서안 지구 분리 장벽은 이스라엘 정부가 건설을 명령한 물리적 장벽으로, 차량 방벽 참호가 있는 울타리 네트워크로 구성되어 있다. 이스라엘은 제2차 인티파다가 시작된 지 2년 후인 2002년 6월 23일부터 장벽 건설을 시작했다. 이 장벽은 평균 60 m (197 ft) 폭의 배제 구역(90%)과 최대 8 m (26 ft) 높이의 콘크리트 벽(10%)으로 둘러싸여 있지만, 대부분의 지역에서는 벽의 높이가 그만큼 높지 않다. 이 장벽은 주로 서안 지구 내에 위치하며, 부분적으로는 1949년 휴전선 또는 서안 지구와 이스라엘 사이의 "그린 라인"을 따라 이어져 있다. 이스라엘 정부가 승인한 장벽의 길이는 708 km (440 mi)이다. 2020년 현재 약 454 km (282 mi)가 건설되었다(64%). 장벽과 그린 라인 사이의 공간은 연결 구역으로 알려진 폐쇄 군사 구역으로, 서안 지구의 9%를 잘라내고 수십 개의 마을과 수만 명의 팔레스타인인을 포함한다.
장벽은 일반적으로 1949년 요르단-이스라엘 휴전/그린 라인을 따라 또는 그 근처에 건설되지만, 동예루살렘, 아리엘, 구시 에치온, 이마누엘, 카르네이 쇼므론, 기밧 제에브, 오라니트, 마알레 아두밈과 같이 서안 지구의 인구 밀집 지역 일부를 이스라엘 측에 포함시키기 위해 여러 곳에서 벗어난다.
장벽 지지자들은 장벽이 알 아크사 인티파다 동안 크게 증가한 팔레스타인 공격으로부터 이스라엘 민간인을 보호하는 데 필요하다고 주장한다. 장벽은 2002년부터 2005년까지 테러 사건을 90% 감소시키는 데 도움이 되었으며, 2007년까지 6년 동안 테러 공격이 96% 이상 감소했다. 이스라엘 국정감사관은 대부분의 자살 폭탄 테러범들이 기존 검문소를 통해 이스라엘로 넘어왔음을 인정했지만, 지지자들은 이제 팔레스타인 자치 정부가 테러와 싸울 책임이 있다고 말한다.
반대자들은 장벽이 안보를 가장한 팔레스타인 영토 불법 병합 시도이며, 국제법을 위반하고, 최종 지위 협상을 선점하거나 그 효과를 낳을 의도를 가지고 있으며, 팔레스타인인들의 생계를 심각하게 제한하고, 특히 서안 지구 내외에서의 이동의 자유를 제한하여 경제를 위축시킨다고 주장한다.

##### 팔레스타인의 주

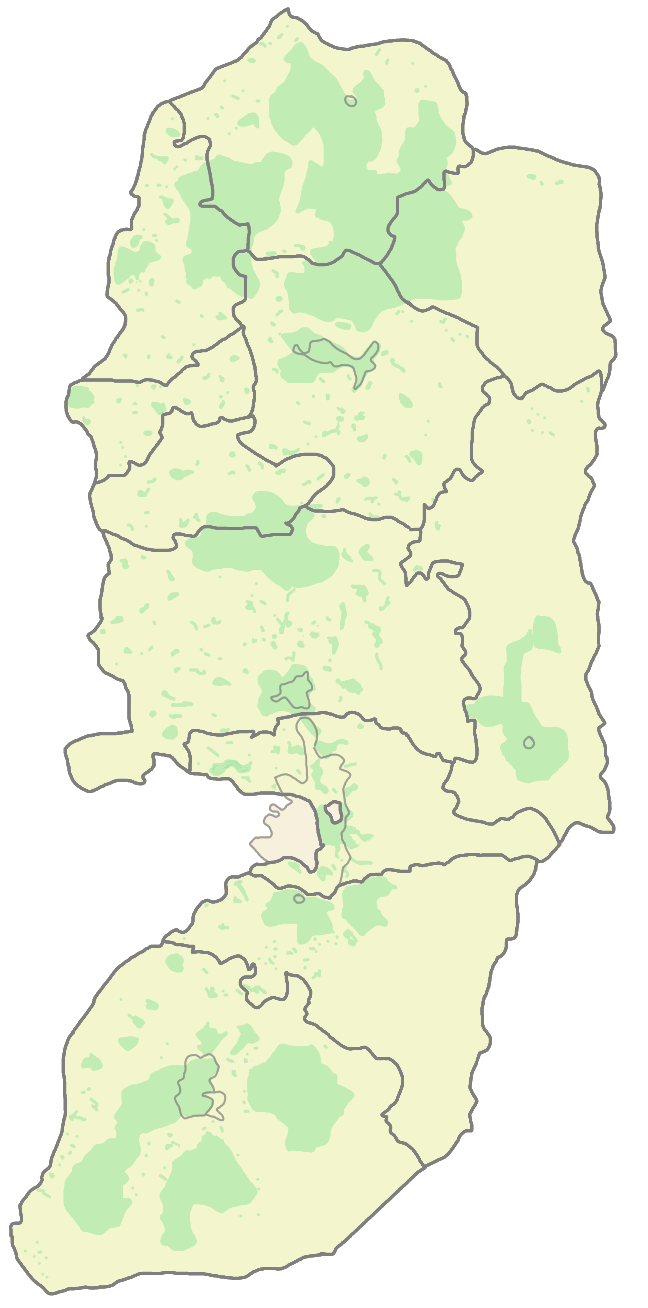
북부 주

오슬로 협정 체결 이후 서안 지구는 팔레스타인 자치 정부 관할 하에 11개 주로 나뉘었다. 2007년 이후 팔레스타인 자치 정부의 정당한 정부를 주장하는 두 개의 정부가 있는데, 하나는 서안 지구에 기반을 두고 다른 하나는 가자 지구에 기반을 두고 있다.
| 주                                                                     | 인구      | 면적 (km2) |
| ---------------------------------------------------------------------- | --------- | ---------- |
| 제닌주                                                                 | 311,231   | 583        |
| 투바스주                                                               | 64,719    | 372        |
| 툴카름주                                                               | 182,053   | 239        |
| 나블루스주                                                             | 380,961   | 592        |
| 칼킬리야주                                                             | 110,800   | 164        |
| 살피트주                                                               | 70,727    | 191        |
| 라말라 알비레주                                                        | 348,110   | 844        |
| 예리코주                                                               | 52,154    | 608        |
| 예루살렘주 (이스라엘이 병합한 동예루살렘 포함, 이스라엘 시민권 소지자) | 419,108   | 344        |
| 베들레헴주                                                             | 216,114   | 644        |
| 헤브론주                                                               | 706,508   | 1,060      |
| 총계                                                                   | 2,862,485 | 5,671      |

##### 이스라엘 행정 구역
서안 지구는 다시 8개 행정 지역으로 나뉜다: 메나셰 (제닌 지역), 하비카 (요르단계곡), 쇼므론 (세겜 지역, 아랍어로 나블루스로 알려짐), 에프라임 (툴카름 지역), 빈야민 (라말라/알비레 지역), 마카빔 (마카빔 지역), 에치온 (베들레헴 지역) 및 예후다 (헤브론 지역).

## 여론
팔레스타인 여론은 이스라엘의 군사적 및 정착민 주둔을 국가 지위 및 주권에 대한 침해로 보고 반대한다. 이스라엘 여론은 여러 견해로 나뉜다.
- 평화로운 공존을 위해 서안 지구에서 완전 또는 부분 철수(때로는 "토지 대 평화" 입장이라고 불림). (2003년 여론조사에서 이스라엘인의 76%가 이 원칙에 기반한 평화 협정을 지지했다).[152]
- 군사적 주둔을 유지하여 억지력 또는 무력 개입을 통해 팔레스타인 테러리즘을 줄이는 한편, 정치적 통제의 일부를 포기하는 것.
- 팔레스타인 인구를 팔레스타인 자치 정부 시민권과 이스라엘 거주 허가를 부여한 채로 엘론 평화 계획에 따라 서안 지구를 병합하는 것.
- 서안 지구를 병합하고 팔레스타인 인구를 완전한 이스라엘 시민으로 동화시키는 것.
- 동예루살렘 팔레스타인 인구의 이전 (2002년 알 아크사 인티파다 절정기의 여론조사에서는 이스라엘인의 46%가 예루살렘 주민의 팔레스타인 이전을 선호하는 것으로 나타났다).[153]

## 경제
21세기 초반 현재, 팔레스타인 영토의 경제는 만성적인 불황에 시달리고 있으며, 2000년 이후 실업률은 지속적으로 20%를 상회한다. 2013년 상반기 서안 지구의 실업률은 19%였다.

### 교통 및 통신

#### 도로 체계

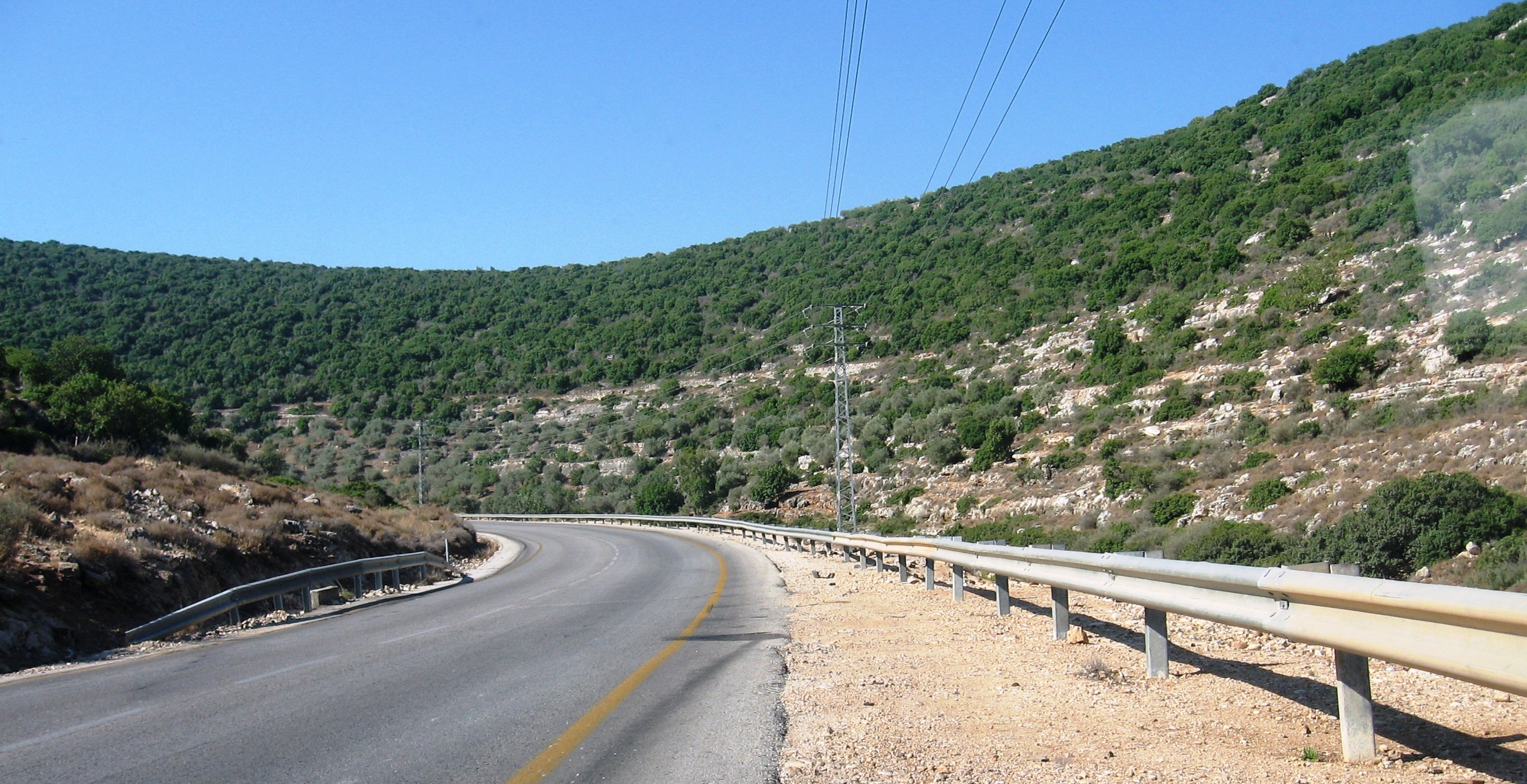
서안 지구의 한 도로

2010년 기준, 서안 지구와 가자 지구를 합쳐 총 4,686 km (2,912 mi)의 도로가 있다.
"유대인 정착민에게 도로는 연결이지만, 팔레스타인인에게는 분리이다"라는 말이 있다. 1994년에서 1997년 사이에 이스라엘군은 팔레스타인 마을과 가까웠기 때문에 몰수한 토지에 290 km (180 mi)의 우회 도로를 건설했다. 명목상의 목적은 정착민들을 팔레스타인 저격, 폭격, 차량 총격으로부터 보호하는 것이라고 했다. TAU 명예 교수이자 지리학자 엘리샤 에프라트에 따르면, 이들은 서안 지구의 역사적 지형, 도로 체계 및 환경적 특성을 무시하고 단순히 "팔레스타인 인구 중심지를 움켜쥐는 문어 다리"와 같은 아파르트헤이트 네트워크를 형성했다.
많은 제방, 콘크리트 슬라브 및 장벽이 주요 및 보조 도로의 이동을 방해했다. 그 결과 팔레스타인 마을은 칸톤화되고 파편화되었으며, 팔레스타인인들이 직장, 학교, 시장 및 친척을 방문하는 데 끝없는 장애물을 초래했다. 라말라는 2000년에 모든 연결 마을과 단절되었다.
법적으로 금지되어 있음에도 불구하고, 검문소에서 팔레스타인 신분증 압수는 매일 일어나는 일이다. 잘해야 운전자들은 신분증이 반환될 때까지 몇 시간을 기다려야 하는데, 병사들이 교대할 때 신분증 자체가 분실되는 경우도 발생하며, 이 경우 팔레스타인인들은 다음 날 지역 사무실로 가서 또 다른 검문소를 통과해야 한다. 알 아크사 인티파다 이전에도 UNFPA는 서안 지구 임산부의 20%가 검문소 통과로 인한 어려움과 지연 때문에 산전 관리를 받지 못했으며, 수십 명이 길가에서 출산해야 했다고 추정했다.
이스라엘군의 이동 통제 규칙으로 인해 팔레스타인인들은 끊임없는 불확실성과 계획 불능에 시달린다. 세계은행은 서안 지구 세 주요 노선에서의 이동 제한으로 인해 발생하는 추가 비용이 연간 (2013년 기준) 1억 8천 5백만 달러에 달하며, 이전 계산(2007년)에 따르면 팔레스타인 노동 시장에 대한 제한으로 서안 지구에 연간 약 2억 2천 9백만 달러의 손실이 발생한다고 언급했다. 은행은 이러한 강제된 제한이 지역 경제에 막대한 부정적 영향을 미쳐 안정과 성장을 저해한다고 결론지었다. 2007년 이스라엘 공식 통계에 따르면, 이스라엘의 비밀 여행 금지 목록에는 18만 명의 팔레스타인인이 있었다. 561개의 검문소와 바리케이드가 설치되었으며(10월), 개인 차량 운전 면허를 가진 팔레스타인인의 수는 46,166명이었고, 연간 허가 비용은 454달러였다.
이러한 검문소는 분리 장벽 및 제한된 네트워크와 함께 서안 지구를 "육지 감옥"으로 재편성하여 팔레스타인인의 평범한 일상생활의 흐름을 방해한다. 이스라엘은 예고 없이 임시 검문소를 설치한다. 2017년에는 서안 지구 도로를 따라 2,941개의 임시 검문소가 설치되었는데, 이는 한 달에 약 327개에 달한다. 도로에는 476개의 무인 물리적 장애물(흙더미, 콘크리트 블록, 문, 울타리 구역)이 있었다. 마을 입구에 설치된 문 중 59개는 항상 닫혀 있었다.
오슬로 협정 이후 검문소 시스템은 완화되지 않고 오히려 강화되었으며, 이는 검문소의 기능이 팔레스타인인들을 통제하고 서안 지구에서 양보할 의사가 없음을 나타내는 것으로 해석된다. 팔레스타인 자치 정부 보건부 통계에 따르면 2000년부터 2006년까지 검문소에서 출산한 팔레스타인 여성 68명 중 35명은 유산했고 5명은 출산 중 사망했다. 마흐솜 워치는 단 5년(2001-2006) 동안 서안 지구 검문소를 통과하려던 팔레스타인인들이 겪었던 어려움에 대한 약 1만 건의 목격자 보고서와 증언을 축적했다.
운송 인프라는 특히 문제인데, C 구역에서 팔레스타인인의 도로 사용이 매우 제한되어 있고 이동 시간이 지나치게 길 수 있기 때문이다. 팔레스타인 자치 정부는 C 구역 내 또는 C 구역을 통과하는 도로, 공항 또는 철도를 개발할 수 없었으며, 다른 많은 도로는 대중교통과 이스라엘 당국의 특별 허가를 받은 팔레스타인인에게만 허용되었다.
때때로 이스라엘은 이 지역에 600개 이상의 검문소 또는 도로 차단막을 유지했다.
도시 간 주요 도로의 이동 제한은 여전히(2005년 기준) 서안 지구의 빈곤과 경제 불황의 원인으로 지목된다. 지하차도와 교량은 28개가 건설되었고 16개가 계획되어 있으며, 이스라엘 정착촌과 우회 도로로 분리된 팔레스타인 지역을 연결한다.

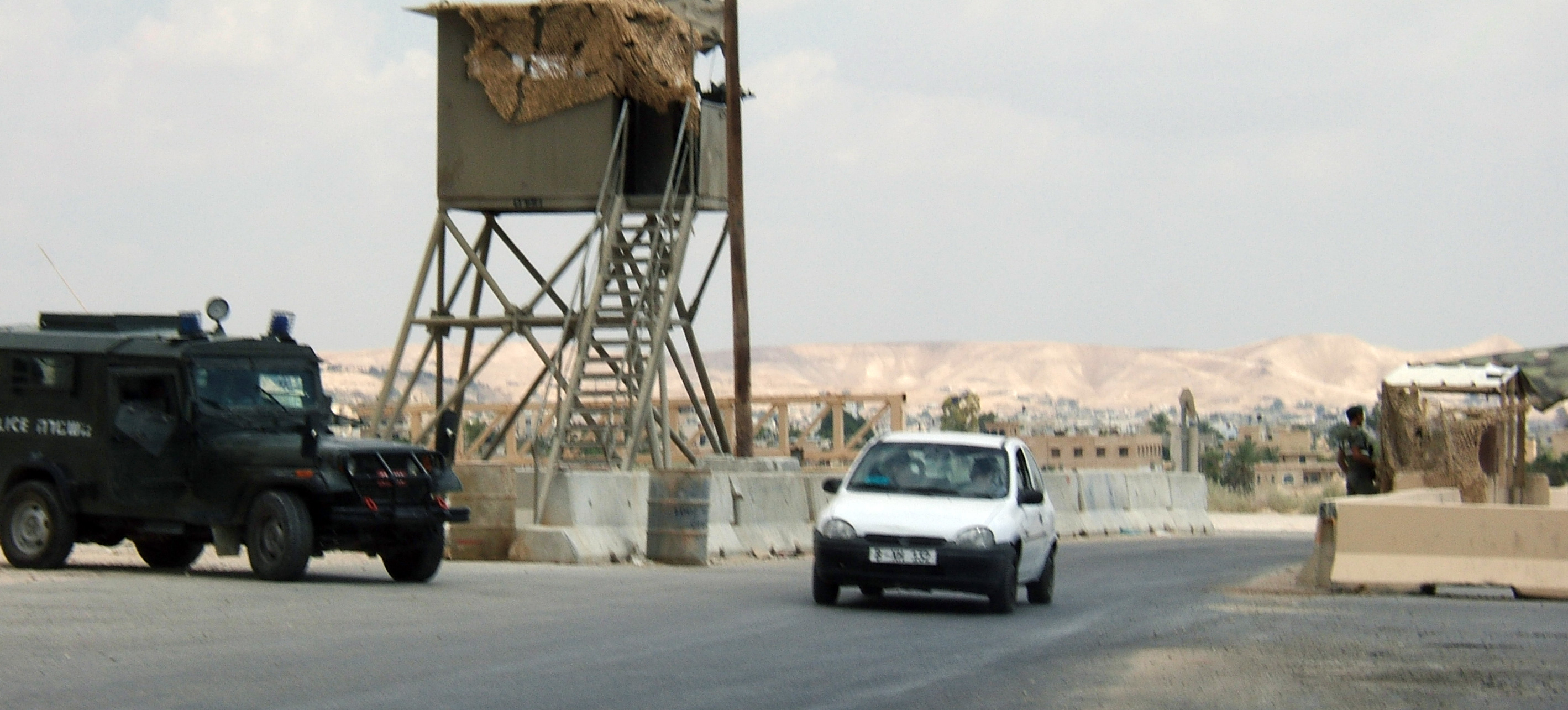
예리코 진입 전 검문소, 2005년

2007년에 이스라엘의 제한 조치가 강화되었다.
콘크리트 벽으로 두 측면을 나누어 한쪽은 이스라엘 차량용, 다른 한쪽은 팔레스타인 차량용으로 지정된 4370번 도로. 이 벽은 팔레스타인인들이 이스라엘 점령지를 남북으로 통과할 수 있게 하고, 예루살렘 인근에 추가 유대인 정착촌 건설을 용이하게 하도록 설계되었다.

#### 철도
2012년 2월 기준, 475km의 철도망 계획이 이스라엘 교통부에 의해 확정되었다. 이 철도망은 제닌, 나블루스, 라말라, 예루살렘, 마알레 아두밈, 베들레헴, 헤브론을 통과하는 한 개의 노선을 포함할 것이다. 또 다른 노선은 에일라트에서 사해, 예리코, 베이트 셰안을 거쳐 서쪽의 하이파와 북동쪽으로 이어지는 요르단 국경을 따라 운행될 것이다. 제안된 계획에는 나블루스와 툴카름 사이, 라말라와 알렌비 다리 건너 요르단으로 이어지는 짧은 노선도 포함되어 있다.

#### 공항
서안 지구에 있는 유일한 공항은 라말라 근처의 아타로트 공항이지만, 2001년부터 폐쇄되었다.

#### 요르단 및 이집트와의 통과 지점
알렌비 다리, 또는 '후세인 국왕 다리'는 서안 지구의 팔레스타인인들이 요르단 국경을 넘는 주요 통과 지점이다. 이 통과 지점은 1967년부터 이스라엘이 통제하고 있다. 이 통과 지점은 2011년 12월 11일 군사 명령 "175호"('전환소에 관한 명령')에 따라 개통되었다. 나중에 '446호' 명령이 발행되어 다미야 다리 통과 지점을 상업용 통과 지점만으로 알렌비 다리에 합병했다. 물품은 요르단으로 수출되었고, 보안상의 이유로 수입은 금지되었다.
1993년, 팔레스타인 해방기구와 이스라엘 정부가 체결한 오슬로 협정에 따라 팔레스타인 자치 정부는 가자 지구의 라파 국경검문소에 대한 부분적인 감독권을 갖게 되었다. 팔레스타인 자치 정부는 서안 지구와 가자 지구의 팔레스타인인들에게 여권을 발급할 책임이 있었다. 이스라엘은 이 통과 지점에 대한 주요 책임 당사자로 남아있었다. 협정에 따르면 이스라엘은 수하물을 독립적으로 검사하고 보안을 유지할 권리가 있다. 또한, 누구든지 통과를 막을 수 있다.

#### 통신
팔레스타인 팔텔 통신 회사는 서안 지구와 가자 지구에서 유선전화, 이동 통신, 인터넷과 같은 통신 서비스를 제공한다. 서안 지구와 모든 팔레스타인 영토에서는 다이얼링 코드 +970이 사용된다. 2007년까지 팔레스타인 이동 통신 시장은 자왈에 의해 독점되었다. 2009년에는 와타니야 텔레콤이라는 이름으로 새로운 이동통신사가 설립되었다. 인터넷 사용자 수는 2000년 3만 5천 명에서 2010년 35만 6천 명으로 증가했다.

### 점령의 결과

#### 경제적 결과
2013년 세계은행 보고서에 따르면, 이스라엘의 제한 조치는 서안 지구 구역 C에서 팔레스타인 경제 발전을 저해한다. 2013년 세계은행 보고서는 잠정 협정이 준수되고 제한이 해제된다면, 몇몇 주요 산업만으로도 연간 22억 달러(2011년 팔레스타인 GDP의 23%) 이상을 생산하고, 팔레스타인 자치 정부의 적자를 약 8억 달러(50%) 줄일 수 있으며, 고용은 35% 증가할 것이라고 계산한다.

#### 수자원 공급
국제 앰네스티는 이스라엘 국가가 지역 수자원을 다루는 방식에 대해 비판했다.
점령된 팔레스타인 영토(OPT)의 팔레스타인인들은 적절하고 안전한 물 공급을 받지 못하고 있다... OPT 내의 차별적인 이스라엘 정책은 팔레스타인인과 이스라엘인 간의 물 접근 불균형의 근본 원인이다... 불평등은 팔레스타인 공동체와 국제법을 위반하여 OPT에 설립된 불법 이스라엘 정착촌 간에 더욱 두드러진다. OPT 내 이스라엘 정착촌의 수영장, 잘 관리된 잔디밭, 대규모 관개 농장은 필수적인 가정용 물 수요를 충족시키기 위해 애쓰는 팔레스타인 마을과 stark한 대조를 이룬다. 서안 지구 일부 지역에서는 이스라엘 정착민들이 인근 팔레스타인 공동체보다 1인당 최대 20배 많은 물을 사용하며, 팔레스타인 공동체는 1인당 하루 겨우 20리터의 물로 생존하는데, 이는 WHO가 비상 상황 대응을 위해 권장하는 최소량이다.

서안 지구의 이스라엘 정착민들은 팔레스타인인들로부터 수십 개의 우물을 빼앗았다. 이 우물들은 팔레스타인인들이 사적으로 소유하고 있었으나, 정착민들이 강제로 점령하고 히브리어 이름을 붙였으며, 이스라엘 군대의 도움을 받아 우물과 그 우물이 공급하는 연못을 아랍인들(우물 소유자 포함)이 사용하지 못하도록 막고 있다.

#### 이스라엘 쓰레기 처리
이스라엘은 1994년 12월 14일 바젤 협약 국제 조약에 비준했으며, 이 조약에 따르면 모든 폐기물 이동은 권한 없는 점령된 민족에게 가해지는 위험을 인지하고 수행되어야 한다. 이 조약은 그들 사이에 "환경적 희생 지대"를 만드는 것을 금지한다. 이스라엘은 다른 법률 체계가 유해 물질에 대해 조직되어 지역 주민과 환경에 해로울 수 있기 때문에, 이스라엘에서 요구되는 것보다 덜 엄격한 규칙 하에 15개의 폐기물 처리장을 배치함으로써 서안 지구를 "희생" 지대로 사용한다고 주장된다. 군사 당국은 이러한 작업의 세부 사항을 공개하지 않는다. 이러한 물질에는 하수 슬러지, 전염성 의료 폐기물, 사용된 오일, 용제, 금속, 전자 쓰레기 및 배터리가 포함된다.
2007년에 서안 지구로 유입되는 모든 폐수의 38% (연간 35만㎥)가 정착촌과 예루살렘에서 발생한 것으로 추정되었다. 조사된 121개 정착촌 중 81개에 폐수 처리 시설이 있었지만, 그 중 상당수는 부적절하거나 고장이 잦았으며, 많은 하수가 팔레스타인 마을이 위치한 저지대 하천과 지형으로 흘러 들어갔다. 2000년부터 2008년까지 수년간 폐기물 오염으로 인한 기소는 53건 중 4건에 불과했지만, 이스라엘에서는 법률이 엄격하게 적용되어 2006년에만 동일한 위반으로 230건의 집행이 이루어졌다. 동시에 팔레스타인 폐수의 90~95%는 처리되지 않았으며, 이 목적을 위해 1970년대에 건설된 이스라엘 시설 4개 중 1개만이 기능했고, 인프라 개선 소홀은 이스라엘의 예산 문제 때문으로 지목되었다.
오슬로 협정 이후, 국제사회는 서안 지구 폐수 처리 시설에 2억 5천만 달러를 책정했다. 이스라엘은 때때로 자신의 승인이 이스라엘 정착촌과 연결되는 그리드에 따라 조건부라고 주장했지만, 기부국이나 팔레스타인인들은 이를 받아들이지 않았다. 대부분의 시설은 이후 IDF 군사 작전에 의해 파괴되었다. 팔레스타인 자치 정부는 독일로부터 15개 시설에 대한 자금을 조달했지만, 알비레의 구역 B 내에 단 하나만 건설할 수 있었다. 그곳에서도 이스라엘은 프사고트 정착촌의 폐기물 처리를 주장했지만, 처리 비용 지불은 거부했다. 팔레스타인 마을 살피트는 아리엘 정착촌에서 마을을 지나 흐르는 하수 유출로 인해 심각한 영향을 받았다.
이스라엘 내 하수 처리 데이터와 달리, 이스라엘 수자원 위원회는 서안 지구의 이스라엘 정착촌에서 흘러나오는 1천 5백만 입방 미터의 하수량에 대한 공개 보고를 거부하고 있다. 이들은 75%가 적절하게 처리된다고 주장하지만, 독립적인 이스라엘 연구(2000년)에 따르면 이스라엘 처리 기준을 충족하는 것은 6%에 불과하고 48%는 적절하게 처리되지 않거나 원수 상태로 배출되었다. 그 이후로 일부 개선이 이루어졌다.
예리코주의 알 지프틀릭 근처에 건설된 매립지는 부재 팔레스타인 재산에 계획이나 환경 영향 분석 없이 건설되었으며, 이스라엘 정착촌과 이스라엘 도시에서 발생하는 폐기물(하루 1,000톤) 전용으로 사용된다. 팔레스타인인들은 3개의 매립지로 제한되며, 더 많은 매립지 허가는 해당 지역이 정착민 쓰레기를 버리는 데 사용될 수 없는 한 거부되었다. 이 합의 없이 허가가 나더라도, 군사 호위를 받는 정착민 쓰레기는 여전히 그곳에 버려진다.
이스라엘은 서안 지구에서 '전쟁 생태학'에 관여했다는 비난을 받아왔다. 이스라엘 내의 지역 반대와 엄격한 환경 법규를 충족하는 데 드는 높은 비용에 대응하여. 이스라엘은 서안 지구를 자국의 폐기물을 버릴 수 있는 '희생 지대'로 사용했다고 주장된다.
서안 지구에 있는 많은 폐기물 처리 시설은 이스라엘 주권 영토 내에서 발생한 폐기물을 처리하기 위해 건설되었다고, 서안 지구 감시를 위한 이스라엘의 주요 인권 단체인 브체렘이 밝혔다.
이스라엘 정부는 이 서안 지구 시설들이 처리하는 폐기물의 양이나 지역 주민과 환경에 미치는 위험에 대해 보고를 요구하지 않으며, 이스라엘 내 고형 폐기물 처리 시설에 적용하는 것보다 덜 엄격한 규제 기준을 이 시설들에 적용한다. 브체렘은 국제법에 따르면 "점령된 영토나 그 자원은 점령국 자신의 이익을 위해 사용될 수 없기 때문에", "서안 지구로의 어떤 폐기물 이전도 이스라엘이 준수해야 할 국제법 위반"이라고 밝혔다. 전문가들은 또한 이 시설 중 일부가 지역의 가장 큰 수자원 중 하나인 산악 대수층의 순도를 위협하는 쓰레기 매립장이라고 경고했다.
오슬로 협정 이후 국제 사회는 서안 지구 폐수 처리 시설에 2억 5천만 달러를 책정했다. 이스라엘은 때때로 자신의 승인이 이스라엘 정착촌과 연결되는 그리드에 따라 조건부라고 주장했지만, 기부국이나 팔레스타인인들은 이를 받아들이지 않았다. 대부분의 시설은 이후 IDF 군사 작전에 의해 파괴되었다. 팔레스타인 자치 정부는 독일로부터 15개 시설에 대한 자금을 조달했지만, 알비레의 구역 B 내에 단 하나만 건설할 수 있었다. 그곳에서도 이스라엘은 프사고트 정착촌의 폐기물 처리를 주장했지만, 처리 비용 지불은 거부했다. 팔레스타인 마을 살피트는 아리엘 정착촌에서 마을을 지나 흐르는 하수 유출로 인해 심각한 영향을 받았다.
이스라엘 내 하수 처리 데이터와 달리, 이스라엘 수자원 위원회는 서안 지구의 이스라엘 정착촌에서 흘러나오는 1천 5백만 입방 미터의 하수량에 대한 공개 보고를 거부하고 있다. 이들은 75%가 적절하게 처리된다고 주장하지만, 독립적인 이스라엘 연구(2000년)에 따르면 이스라엘 처리 기준을 충족하는 것은 6%에 불과하고 48%는 적절하게 처리되지 않거나 원수 상태로 배출되었다. 그 이후로 일부 개선이 이루어졌다.
예리코주의 알 지프틀릭 근처에 건설된 매립지는 부재 팔레스타인 재산에 계획이나 환경 영향 분석 없이 건설되었으며, 이스라엘 정착촌과 이스라엘 도시에서 발생하는 폐기물(하루 1,000톤) 전용으로 사용된다. 팔레스타인인들은 3개의 매립지로 제한되며, 더 많은 매립지 허가는 해당 지역이 정착민 쓰레기를 버리는 데 사용될 수 없는 한 거부되었다. 이 합의 없이 허가가 나더라도, 군사 호위를 받는 정착민 쓰레기는 여전히 그곳에 버려진다.
이스라엘은 서안 지구에서 '전쟁 생태학'에 관여했다는 비난을 받아왔다. 이스라엘 내의 지역 반대와 엄격한 환경 법규를 충족하는 데 드는 높은 비용에 대응하여. 이스라엘은 서안 지구를 자국의 폐기물을 버릴 수 있는 '희생 지대'로 사용했다고 주장된다.
서안 지구에 있는 많은 폐기물 처리 시설은 이스라엘 주권 영토 내에서 발생한 폐기물을 처리하기 위해 건설되었다고, 서안 지구 감시를 위한 이스라엘의 주요 인권 단체인 브체렘이 밝혔다.
이스라엘 정부는 이 서안 지구 시설들이 처리하는 폐기물의 양이나 지역 주민과 환경에 미치는 위험에 대해 보고를 요구하지 않으며, 이스라엘 내 고형 폐기물 처리 시설에 적용하는 것보다 덜 엄격한 규제 기준을 이 시설들에 적용한다. 브체렘은 국제법에 따르면 "점령된 영토나 그 자원은 점령국 자신의 이익을 위해 사용될 수 없기 때문에", "서안 지구로의 어떤 폐기물 이전도 이스라엘이 준수해야 할 국제법 위반"이라고 밝혔다. 전문가들은 또한 이 시설 중 일부가 지역의 가장 큰 수자원 중 하나인 산악 대수층의 순도를 위협하는 쓰레기 매립장이라고 경고했다.

#### 팔레스타인의 물과 하수
1995년 대통령령에 의해 팔레스타인 수자원청(PWA)이 설립되었다. 1년 후, PWA의 기능, 목표 및 책임은 조례를 통해 정의되었으며, PWA에 수자원 관리 및 수자원 정책 실행 권한이 부여되었다.
2008년 현재 팔레스타인 영토 내 팔레스타인인의 약 90%가 개선된 위생시설을 이용할 수 있었다. 39%의 가구가 정화조를 사용했으며, 하수관망 접근율은 1999년 39%에서 2011년 55%로 증가했다. 서안 지구에서는 헤브론, 제닌, 라말라, 툴카름, 알비레의 5개 도시 폐수 처리장에서 85,000m3의 폐수 중 13,000m3만 처리되었다. 알 비레 플랜트는 2000년에 독일의 독일 원조 기관의 자금 지원으로 건설되었다. 세계은행 보고서에 따르면, 나머지 4개 시설은 효율성과 품질 면에서 저조한 성과를 보였다.

#### 자원 추출
A 및 B 구역의 킬로미터제곱당 채석장 수에 기초하여, 이스라엘이 제한을 해제한다면 C 구역에서 추가로 275개의 채석장을 개설할 수 있을 것으로 계산된다. 세계은행은 이스라엘이 팔레스타인인들에게 채석장 허가를 내주지 않는 것이 팔레스타인 경제에 연간 최소 2억 4천 1백만 달러의 손실을 초래한다고 추정한다.
헤이그 협약 (제55조)에 근거한 국제법에서는 점령국이 점령된 국가의 자원에서 일부 가치를 얻을 수 있지만 그 자산을 고갈시킬 수는 없으며, 그 용익물권은 점령 하에 있는 국민에게 이익이 되어야 한다고 명시되어 있다. 오슬로 협정은 채굴권을 팔레스타인 자치 정부에 넘겨주는 데 동의했다. 이스라엘은 서안 지구에 11개의 정착촌 채석장을 허가했으며, 이 채석장들은 생산물의 94%를 이스라엘에 판매하는데, 이는 "고갈"에 해당한다고 볼 수 있으며, 서안 지구 군정 및 정착촌 자치 단체에 사용료를 지불한다.
독일의 시멘트 회사인 나할 라바 채석장은 2014년에만 사마리아 지역 협의회에 43만 유로(47만 9천 달러)를 세금으로 지불했다. 이스라엘 대법원은 그러한 채석이 위반이라는 청원을 기각하며, 40년이 지난 지금 이스라엘 법률은 "현실에 적응"해야 한다고 밝혔다. 국가는 더 이상 채석장을 열지 않겠다고 약속했다.
휴먼 라이츠 워치 보고서는 베이트 파자르에 있는 팔레스타인 소유 채석 회사와 이스라엘이 국유지로 간주하는 곳에서 작업하는 유럽 회사 간의 차이를 대조한다. 유럽 회사는 채석권과 허가를 받았지만, 이스라엘은 약 40개의 베이트 파자르 채석장 대부분 또는 이스라엘 행정부 산하 서안 지구의 다른 팔레스타인 소유 채석장에 대한 허가를 거부한다.
이스라엘은 팔레스타인인들이 서안 지구 해당 지역에서 광물을 가공하는 것을 금지했다. 1988년에 설립된 이스라엘 화장품 회사 아하바의 제품은 서안 지구 사해 정착촌인 미츠페 샬렘과 칼리야의 실험실에서 개발되었다. 생산량의 60%가 EU 시장에서 판매된다. 2018년 유엔은 위반 행위가 지역 팔레스타인 인구에게 "만연하고 파괴적"이라고 밝히면서, 서안 지구 이스라엘 정착촌과 사업 관계를 맺고 있는 약 206개 회사를 지목했다.
전 세계 브로민 생산량의 약 73%는 이스라엘과 요르단의 사해 개발에서 나온다. 포타시, 브로민, 마그네슘 등의 생산 및 판매를 통해 팔레스타인 경제에 발생할 수 있는 잠재적 부가가치는 보수적으로 연간 9억 1천 8백만 달러, 즉 GDP의 9%로 추정된다. 이스라엘과 요르단의 유사한 사용량을 기준으로 계산했을 때, 포타시와 브로민계 난연제와 같은 사해 광물을 가공할 수 없어서 발생하는 손실은 6억 4천 2백만 달러에 달한다.

#### 문화재 손실
앨버트 글록은 이스라엘이 아랍 문화 자원을 몰수하여 팔레스타인 문화유산의 상당 부분이 사라지는 데 책임이 있다고 주장했다. 1967년에 이스라엘은 예루살렘 동부의 팔레스타인 고고학 박물관과 그 도서관을 점유했다. 종종 이러한 손실은 개인적인 것으로, 집이 약탈당하고 귀중품이 약탈당하는 경우도 있다. 공공 질서 위반으로 투옥된 언론인 함디 파라지는 500권의 도서관(성경과 코란 사본 포함)을 몰수당했으며, 반환을 신청하자 모든 책이 실수로 불탔다는 말을 들었다.
이스라엘 점령은 팔레스타인의 정체성에 심오한 변화를 가져왔으며, 이는 1967년 정복 이전에 "잃어버린 낙원"이라는 감각에 매달리게 했다.

#### 관광
팔레스타인 영토는 무슬림, 기독교인, 유대인에게 가장 중요한 여러 유적지를 포함하고 있으며, 관광객과 순례자들에게 매우 매력적인 세계적 수준의 유산을 보유하고 있다. 서안 지구 팔레스타인인들은 여가를 위해 이 지역에 접근하는 데 어려움을 겪는다.
1967년 수치에 따르면 팔레스타인 사해 해안선은 길이가 약 40km이며, 이 중 15%(6km)는 요르단과 이스라엘이 각 지역에서 개발한 것과 동일한 관광 인프라에 적합할 수 있었다. 만약 이스라엘이 이 팔레스타인 부문의 병렬 개발을 허용한다면, 세계은행은 2,900개의 일자리가 추가되어 팔레스타인 경제에 연간 약 1억 2천 6백만 달러의 잠재적 부가가치 투입이 가능할 것으로 추정한다. 또한 서안 지구 주민들에게는 유일한 해양 레크리에이션 장소이지만, 아크리가 2008년 이스라엘 대법원에 제기한 불만에 따르면 팔레스타인인들은 유일한 접근 지점인 베이트 하아라바 검문소 (90번 도로)에서 종종 해변 접근이 금지되거나 거부당한다. 아크리는 이 금지가 서안 지구에서 관광 사업을 운영하는 정착민들이 해변에 너무 많은 서안 지구 팔레스타인인들이 있으면 유대인 고객을 잃을 것이라는 두려움에 대한 대응이라고 주장했다.
관광을 위한 서안 지구의 주요 팔레스타인 도시는 동예루살렘, 베들레헴, 그리고 예리코이다. 모든 접근 지점은 이스라엘에 의해 통제되며, 방문객들이 팔레스타인 도시를 방문하고자 할 때 직면하는 도로 시스템, 검문소 및 장애물은 호텔을 절반만 채우게 한다. 관광 산업 수입의 92~94%는 이스라엘로 들어간다. 이스라엘 관리 하의 일반적인 여행 일정은 주로 유대인의 역사에 초점을 맞춘다. 1995년까지 팔레스타인 관리 관광에 부과된 장애물에는 여행 가이드 및 호텔의 건설 또는 개조 허가 보류, 공항 및 고속도로 통제 등이 포함되어 이스라엘이 관광에 대한 사실상의 독점을 개발할 수 있게 했다.

## 인구 통계

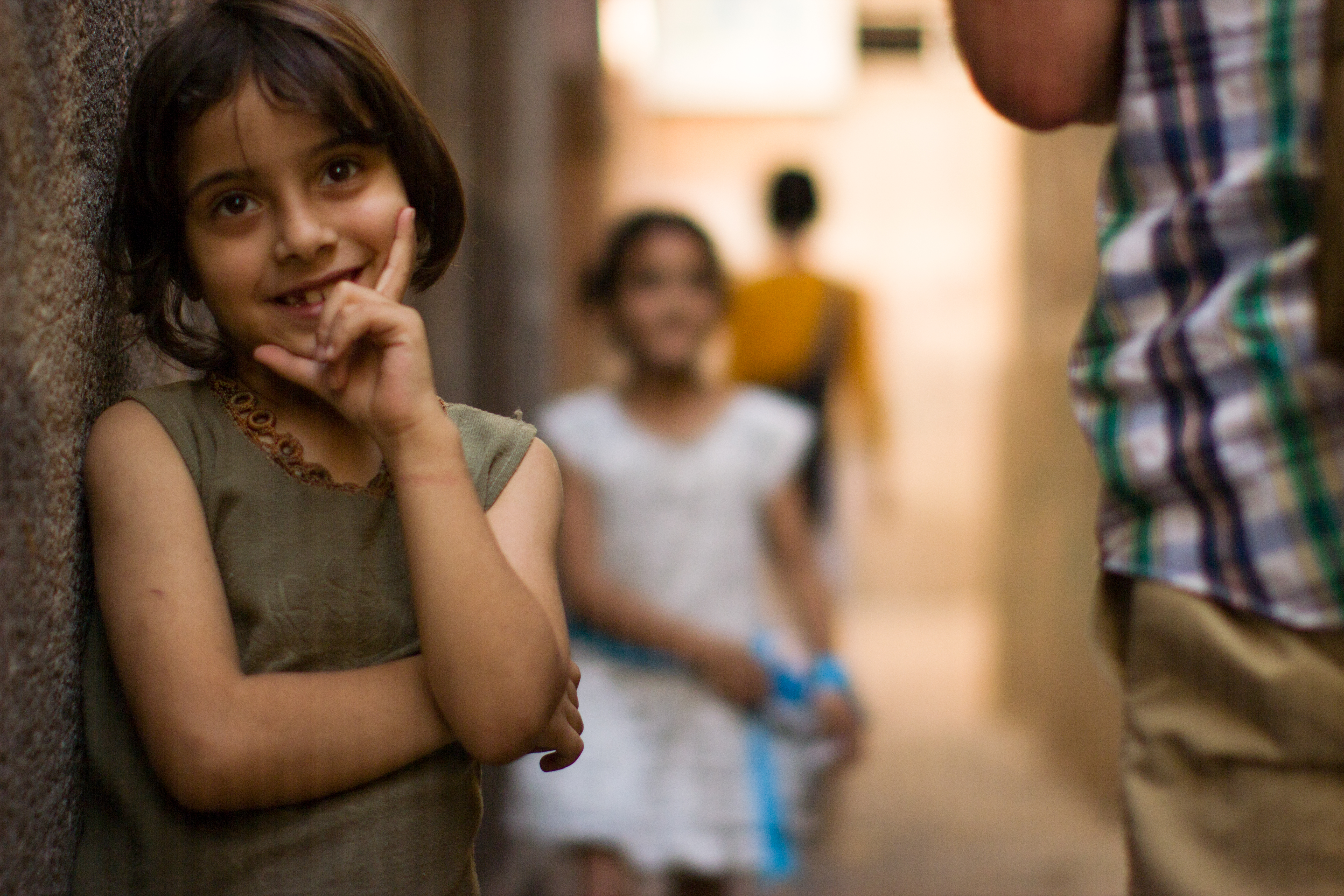
나블루스의 팔레스타인 소녀

2007년 12월, 팔레스타인 자치 정부가 실시한 공식 인구 조사에 따르면 동예루살렘을 포함한 서안 지구의 팔레스타인 아랍 인구는 2,345,000명이었다. 그러나 세계은행과 미국-이스라엘 인구 통계 연구 그룹은 팔레스타인 교육부에서 기록한 1학년 등록 통계와 PCBS의 2007년 예상치 사이에 32%의 불일치가 있음을 발견했으며, 1997-2003년 기간 동안 PCBS의 성장 가정에 대해서도 의문이 제기되었다. 이스라엘 민정청은 2012년 5월 현재 서안 지구의 팔레스타인인 수를 2,657,029명으로 추산했다.

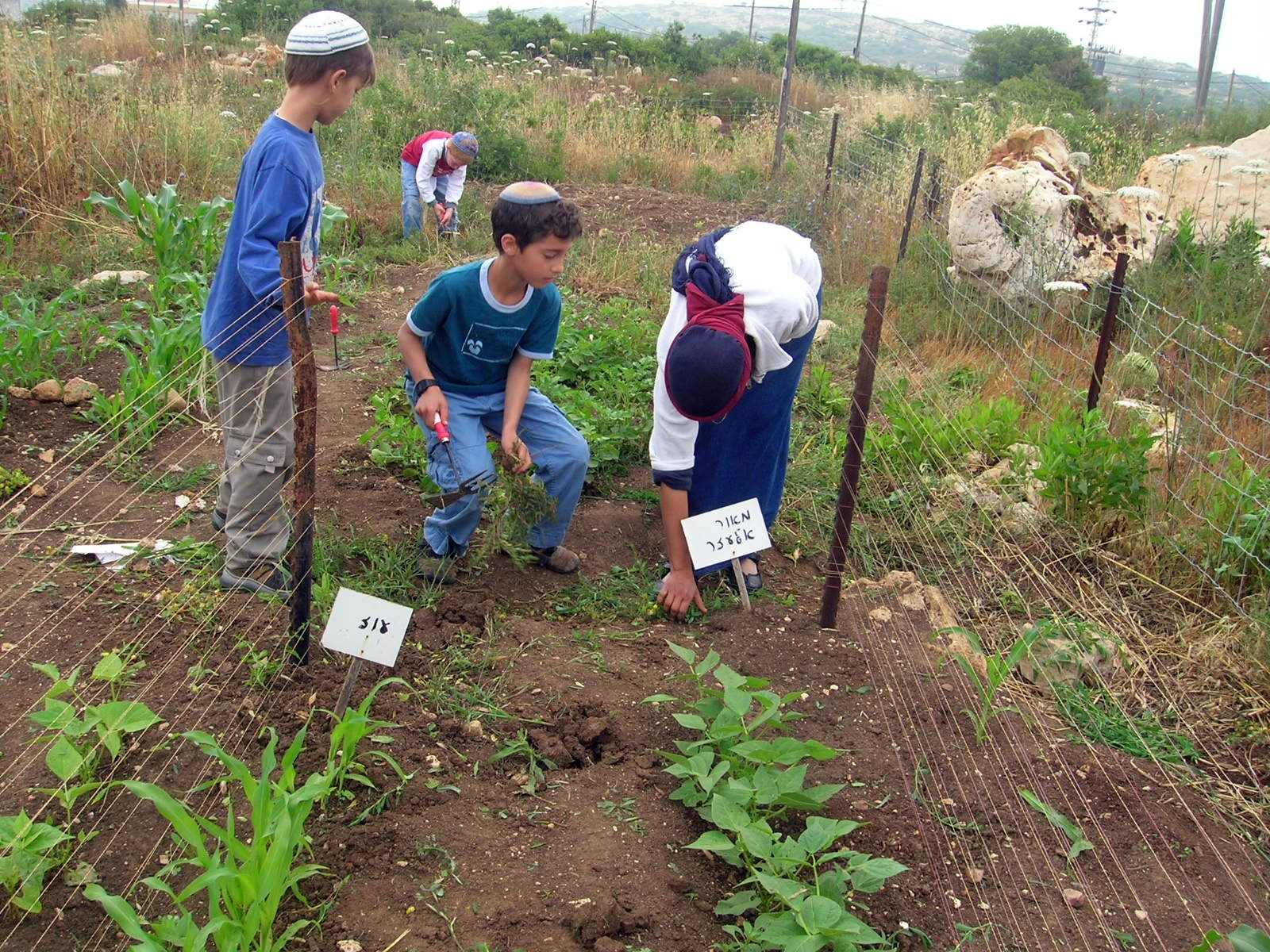
탈 메나셰에 있는 유대인 아이들.

2014년, 동예루살렘을 제외한 서안 지구에는 389,250명의 이스라엘 정착민이 거주하고 있었고, 이스라엘에 병합된 동예루살렘에는 약 37만 5천 명이 거주하고 있었다. 또한 나블루스와 그 주변에 거주하는 소수 민족 집단인 사마리아인들도 수백 명에 달한다.
2007년 10월 현재, 서안 지구의 약 2만 3천 명의 팔레스타인인들이 매일 이스라엘에서 일했으며, 9,200명은 이스라엘 정착촌에서 일했다. 또한, 서안 지구의 약 1만 명의 팔레스타인 상인들이 매일 이스라엘로 여행할 수 있었다. 2014년까지 이스라엘에서 합법적으로 또는 불법적으로 일하는 팔레스타인인의 수는 9만 2천 명으로, 2010년에 비해 두 배 증가했다.
2008년 현재, UNRWA 통계에 따르면 서안 지구에 거주하는 팔레스타인인 약 30% 또는 754,263명은 난민 또는 1948년 아랍-이스라엘 전쟁 동안 이스라엘이 된 지역의 마을과 도시 출신 난민의 후손이었다. 2011년 유럽 연합의 "구역 C와 팔레스타인 국가 건설" 보고서에 따르면, 1967년 이스라엘 점령 이전에는 요르단 계곡에 20만~32만 명의 팔레스타인인들이 살았으며, 이 중 90%가 구역 C에 해당했지만, 팔레스타인 가옥 철거 및 신축 금지로 인해 이 수치는 5만 6천 명으로 감소했고, 그 중 70%는 예리코의 구역 A에 거주한다. 비슷한 시기에 구역 C의 유대인 인구는 1,200명에서 31만 명으로 증가했다.

### 주요 인구 밀집 지역
| 중심지          | 인구    |
| --------------- | ------- |
| 동예루살렘      | 542,400 |
| 헤브론 (알칼릴) | 163,146 |
| 나블루스        | 136,132 |
| 제닌            | 90,004  |
| 툴카름          | 51,300  |
| 야타            | 48,672  |
| 모디인일리트    | 48,600  |
| 칼킬리야        | 41,739  |
| 알비레          | 38,202  |
| 베이타르 일리트 | 37,600  |
| 마알레 아두밈   | 33,259  |
| 라말라          | 27,460  |
| 베들레헴        | 25,266  |
| 예리코          | 18,346  |
| 아리엘          | 17,700  |

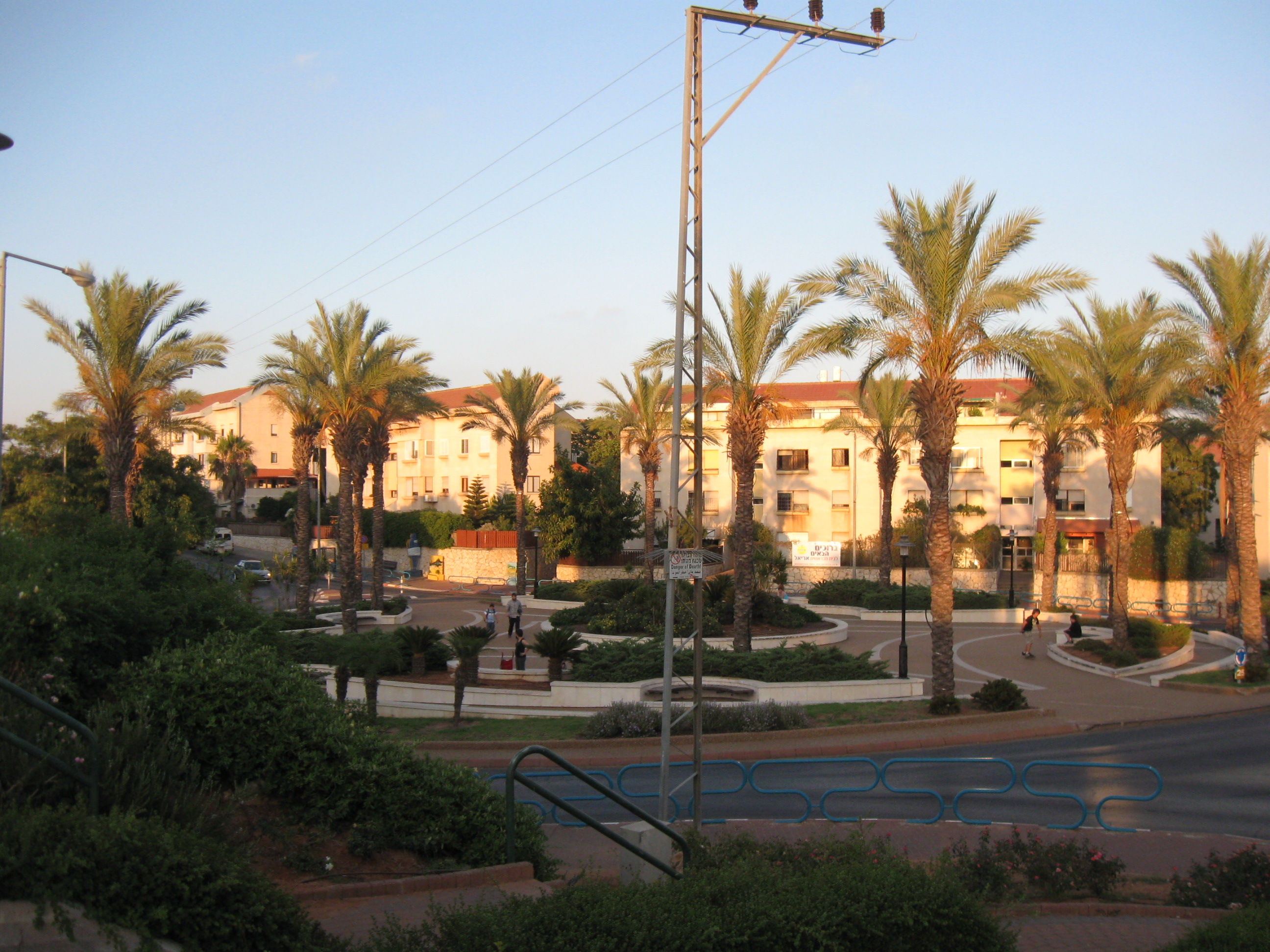
아리엘 정착촌

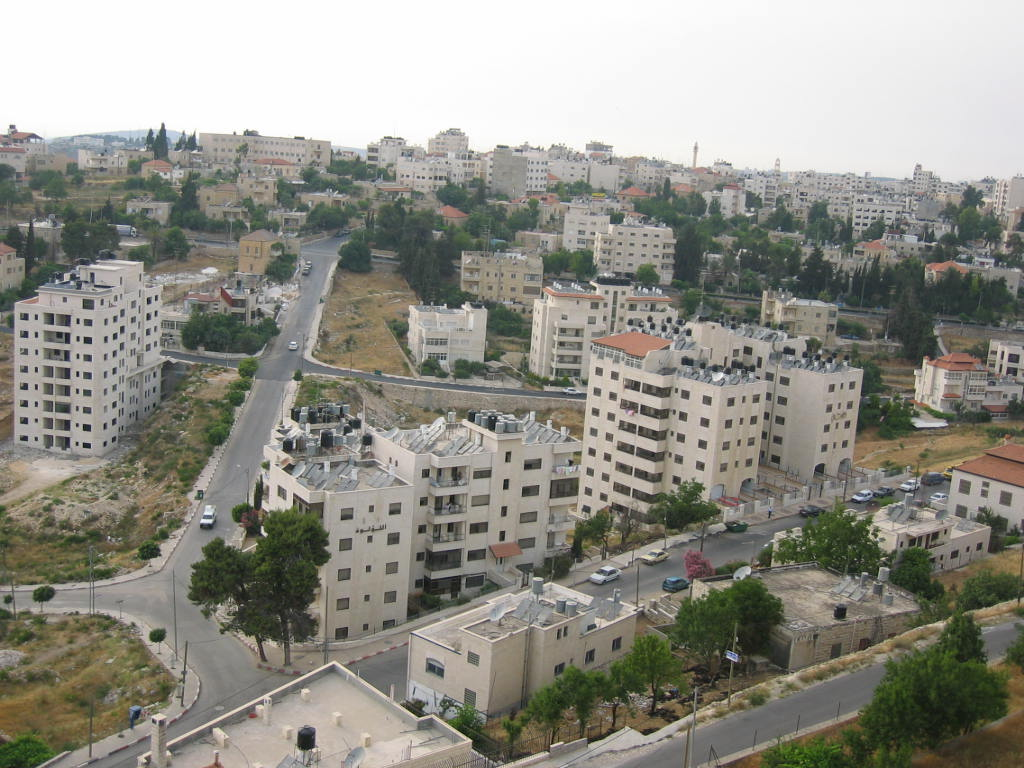
라말라 주택가

이 지역에서 인구 밀도가 가장 높은 곳은 남북으로 뻗은 산맥 지대로, 예루살렘, 나블루스, 라말라, 알비레, 제닌, 베들레헴, 헤브론, 야타 등의 도시와 이스라엘 정착촌인 아리엘, 마알레 아두밈, 베이타르 일리트가 위치한다. 라말라는 헤브론, 나블루스, 제닌 등 다른 주요 도시에 비해 인구가 중간 정도지만, 팔레스타인인들의 경제 및 정치 중심지 역할을 한다. 라말라 근처에는 새로운 도시 라와비가 건설 중이다. 극북의 제닌은 서안 지구 북부의 수도이며 이스르엘 골짜기 남쪽 끝에 위치한다. 모디인일리트, 칼킬리야, 툴카름은 이스라엘 해안 평야에 인접한 낮은 구릉 지대에 있으며, 예리코와 투바스는 사해 북쪽의 요르단계곡에 위치한다.

### 종교
서안 지구 인구의 80-85%는 무슬림(대부분 수니파)이고 12-14%는 유대인이다. 나머지는 1-2.5%가 기독교인(대부분 그리스 정교회)이며 기타 종교인이다.

### 교육

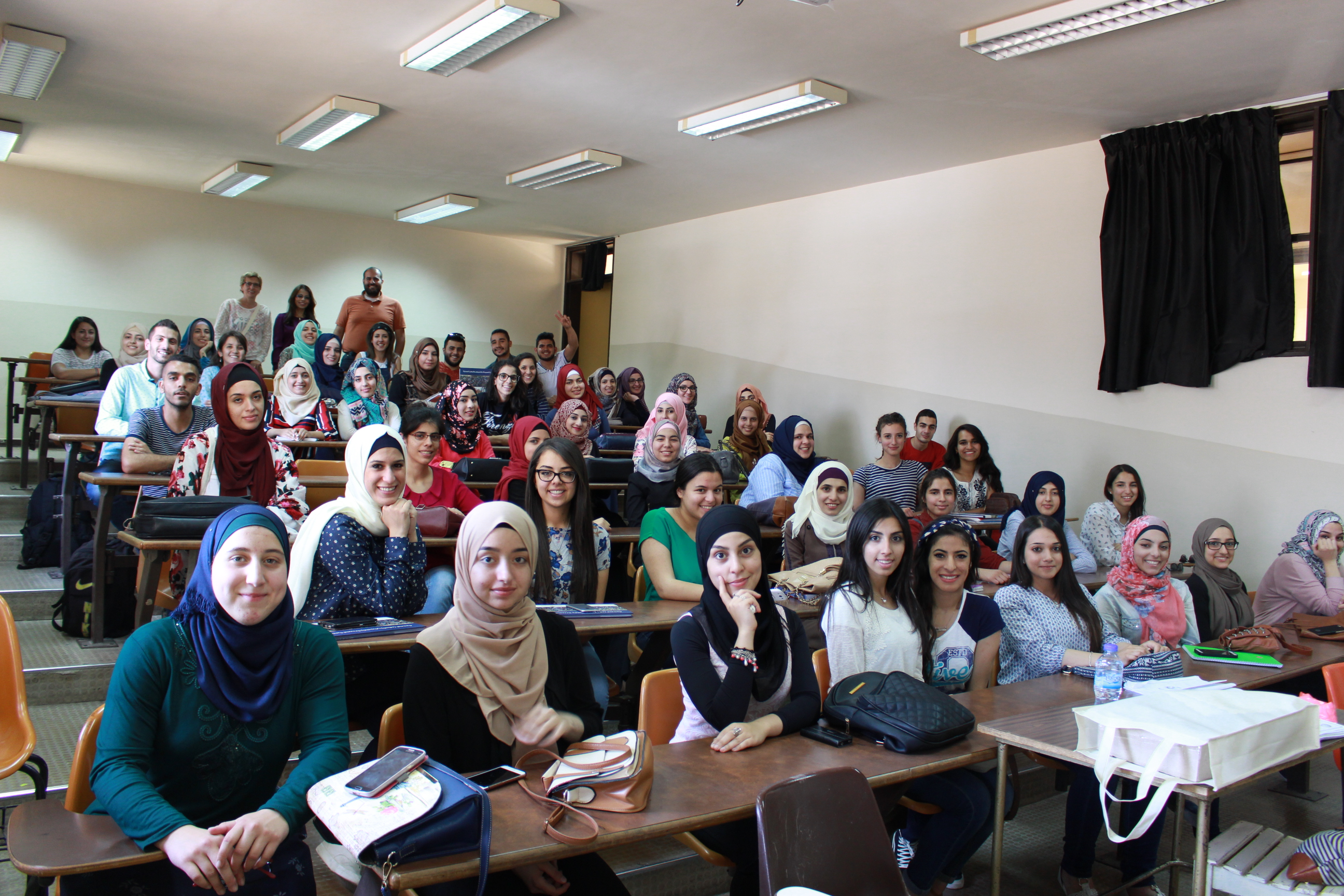
2016년 비르제이트 대학교의 팔레스타인 학생들

서안 지구에는 7개의 대학이 운영되고 있다:
- 베들레헴 대학교는 로마 가톨릭교회 기관으로 라살 전통을 따르며 부분적으로 바티칸의 자금 지원을 받아[245] 1973년에 문을 열었다.[246]
- 1975년 라말라 북쪽의 비르 제이트 마을에 위치한 비르제이트 칼리지는 3, 4학년 대학 수준 프로그램을 추가하여 비르제이트 대학교가 되었다.[247]
- 나블루스의 안나자 칼리지도 마찬가지로 1977년에 안나자 국립 대학교가 되었다.[248]
- 헤브론 대학교는 1971년 샤리아 칼리지로 설립되었고 1980년 헤브론 대학교가 되었다.[249]
- 알쿠드스 대학교는 1995년에 동예루살렘 및 그 주변의 여러 단과대학과 학부를 통합하여 설립되었다.[250]
- 2000년, 서안 지구의 유일한 사립 대학인 아랍 아메리카 대학교는 자바브데 외곽에 설립되었으며, 미국식 교육 시스템에 따라 강좌를 제공하는 것을 목적으로 한다.[251]
- 아리엘 대학교는 아리엘의 이스라엘 정착촌에 위치하며, 2012년 7월 17일에 정식 대학 지위를 획득했다.[252] 1982년에 설립되었다.

서안 지구의 대부분의 대학은 정치적으로 활동적인 학생 단체를 보유하고 있으며, 학생회 임원 선거는 일반적으로 정당 소속에 따라 이루어진다. 대학 설립은 초기 이스라엘 당국에 의해 허용되었지만, 1970년대와 1980년대에는 정치 활동 및 IDF에 대한 폭력을 방지하기 위해 이스라엘 민정청에 의해 산발적으로 폐쇄 명령이 내려지기도 했다. 일부 대학은 1차 팔레스타인 인티파다 전후 몇 년 동안 군사 명령에 의해 장기간 폐쇄되었지만, 2000년 알 아크사 인티파다 (2차 인티파다) 발발 이후에도 대부분 개방 상태를 유지하고 있다.
팔레스타인 대학의 설립은 서안 지구 인구의 교육 수준을 크게 향상시켰다. 비르제이트 대학교 연구에 따르면, 팔레스타인인들이 해외 기관 대신 지역 대학을 선택하는 비율이 꾸준히 증가하고 있으며, 1997년 현재 학사 학위 소지자의 41%가 팔레스타인 기관에서 학위를 취득했다. 유네스코에 따르면, 팔레스타인인들은 "종종 어려운 상황에도 불구하고" 중동에서 가장 교육 수준이 높은 집단 중 하나이다. PCBS에 따르면 2009년 서안 지구와 가자 지구 팔레스타인인들의 문맹률은 94.6%이다.

## 문화

### 텔레비전 및 라디오
팔레스타인 방송사는 라말라의 AM 방송국 675kHz에서 방송을 송출한다; 수많은 지역 민영 방송국도 운영 중이다. 대부분의 팔레스타인 가정에는 라디오와 TV가 있으며, 국제 방송 수신을 위한 위성 접시가 널리 보급되어 있다. 팔텔(PalTel)은 모든 가정과 기업에 ADSL 광대역 인터넷 서비스를 제공하는 사업을 시작했다.
이스라엘의 케이블 텔레비전 회사 HOT, 위성 텔레비전 제공업체 (DBS) Yes, AM 및 FM 라디오 방송국과 공영 텔레비전 방송국이 모두 운영 중이다. 베제크의 ADSL 및 케이블 회사에서 제공하는 광대역 인터넷 서비스도 이용 가능하다. 알 아크사 보이스는 툴카름의 다바스 몰에서 106.7 FM으로 방송된다. 알 아크사 TV 방송국도 이 사무실을 공유한다.

## 같이 보기
- 서안 지구 폐쇄

### 내용주
1. ↑  만수르에 따르면 인구는 80만 3,600명이었다.[28]
2. ↑  "사실, 다얀은 자신만의 비밀 계획을 제출했다. 예상대로 그것은 알론의 사진 네거티브였다. 다얀은 요르단 강을 따라 낮은 지대가 아니라 산맥이 이스라엘에 필요한 전략적 땅이라고 주장했다."[36]
3. ↑  일란 파페는 이스라엘이 1967년 이전부터 서안 지구 점령 및 행정을 위한 샤함 계획을 가지고 있었다고 주장하며 반대 의견을 내놓았다.[38]
4. ↑  "이러한 강제적인 도로망은 이 지역의 기존 역사적 도로망에 대한 고려 부족; 지형의 부적절성; 소규모 인구를 위한 주변 지역 건설; 아랍 마을의 토지 몰수; 정의된 교통 기능을 가진 도로의 논리적 계층 부족; 그리고 무엇보다도 이 지역에 대한 영토적 지배 수단으로서의 새로운 도로 시스템 개발로 특징지어질 수 있다."[156]
5. ↑  " 팔레스타인 차량이 모든 주요 및 보조 도로에서 금지되면서, 노란색 그룹 택시들이 각 장벽에 모여들고, 직장, 학교, 진료소, 대학, 친척 집 또는 시장으로 가려는 사람들이 모래 제방을 오르내리거나 도랑을 건너 콘크리트 슬라브와 병사들을 피하려 한다. 병사들은 때때로 그들에게 총을 쏘기도 한다."[158]
6. ↑  '희생 지대는 환경적 손상이나 경제적 방치로 인해 돌이킬 수 없을 정도로 손상된 지리적 지역이다.'[195]
7. ↑  '희생 지대는 환경적 손상이나 경제적 방치로 인해 돌이킬 수 없을 정도로 손상된 지리적 지역이다.'[195]
8. ↑  "팔레스타인 고고학자들에게 기반을 제공할 수 있었던 유일한 고고학 활동 중심지는 요르단이 아닌 도시에 있는 여러 외국 고고학 학교의 이사들로 구성된 이사회 통제하에 있던 예루살렘의 팔레스타인 고고학 박물관이었다. 따라서 디미트리 바라키와 같은 사람들이 팔레스타인 박물관에 고용된 고고학자로서 작업을 계속하지 않은 이유는 분명하지 않다. 어쨌든 요르단은 1967년 6월 전쟁 몇 달 전에 박물관을 국유화하여 이스라엘이 정복권으로 그것을 자신들의 것이라고 주장할 수 있게 했다."[215]
9. ↑  "넷째, 이스라엘인에 의한 아랍 문화 자원의 고의적인 몰수(예: 1948년 타우피크 카나안 박사의 대규모 도서관, 1967년 예루살렘의 팔레스타인 고고학 박물관과 그 도서관, 1982년 베이루트의 팔레스타인 연구 센터 도서관)를 통해 팔레스타인 문화유산(물질적 증거)이 사라지고, 1948~49년에는 마을 전체가 파괴되는 형태로 문화재가 파괴되었다. 후자는 특히 중요하며, 팔레스타인인들이 과거와 연결되는 고리는 지난 13세기 동안 그들의 땅을 지배했던 마을, 소수의 도시, 그리고 더 적은 수의 대도시를 통해서 이루어지기 때문이다."[216]
10. ↑  이스라엘 정착민들도 자신들의 이전 상태를 "잃어버린 낙원"이라고 불렀다.[219]
11. ↑  '2008년 아크리가 이스라엘 대법원에 제기한 불만에 따르면, 팔레스타인인들은 유일한 접근 지점인 베이트 하아라바 검문소 (90번 도로)에서 종종 해변 접근이 금지되거나 거부당한다. 아크리는 이 금지가 서안 지구에서 관광 사업을 운영하는 정착민들이 해변에 너무 많은 서안 지구 팔레스타인인들이 있으면 유대인 고객을 잃을 것이라는 두려움에 대한 대응이라고 주장했다.'[222]

### 인용
1. ↑  “West Bank”, 《The World Factbook》 (Central Intelligence Agency), 2022년 9월 27일, 2021년 7월 22일에 원본 문서에서 보존된 문서, 2022년 9월 30일에 확인함
2. 1 2 3 4 5 6 7 8  “중동: 서안 지구”. 《월드 팩트북》. 중앙정보국. 2018년 9월 26일. 2021년 7월 22일에 원본 문서에서 보존된 문서. 2018년 10월 3일에 확인함.
3. ↑  “ICJ says Israeli occupation of Palestinian territories is illegal”. 《BBC News》 (영국 영어). 2024년 7월 19일. 2024년 7월 19일에 확인함.
4. ↑  “Palestine | History, People, Conflict, & Religion | Britannica”. 《www.britannica.com》 (영어). 2025년 4월 18일에 확인함.
5. ↑  “The A to Z of the Arab-Israeli conflict”. 《The Economist》. ISSN 0013-0613. 2023년 11월 21일에 원본 문서에서 보존된 문서. 2023년 11월 21일에 확인함.
6. ↑  World Bank 2013, vii쪽.
7. ↑  Roberts, Adam (1990). 《Prolonged Military Occupation: The Israeli-Occupied Territories Since 1967》 (PDF). 《The American Journal of International Law》 84. 85–86쪽. doi:10.2307/2203016. ISSN 0002-9300. JSTOR 2203016. S2CID 145514740. 2020년 2월 15일에 원본 문서 (PDF)에서 보존된 문서. The international community has taken a critical view of both deportations and settlements as being contrary to international law. General Assembly resolutions have condemned the deportations since 1969, and have done so by overwhelming majorities in recent years. Likewise, they have consistently deplored the establishment of settlements, and have done so by overwhelming majorities throughout the period (since the end of 1976) of the rapid expansion in their numbers. The Security Council has also been critical of deportations and settlements; and other bodies have viewed them as an obstacle to peace, and illegal under international law... Although East Jerusalem and the Golan Heights have been brought directly under Israeli law, by acts that amount to annexation, both of these areas continue to be viewed by the international community as occupied, and their status as regards the applicability of international rules is in most respects identical to that of the West Bank and Gaza.
8. 1 2  Pertile, Marco (2005). 〈'Legal Consequences of the Construction of a Wall in the Occupied Palestinian Territory': A Missed Opportunity for International Humanitarian Law?〉.   Conforti, Benedetto; Bravo, Luigi. 《The Italian Yearbook of International Law》 14. Martinus Nijhoff Publishers. 141쪽. ISBN 978-90-04-15027-0. the establishment of the Israeli settlements in the Occupied Palestinian Territory has been considered illegal by the international community and by the majority of legal scholars.
9. ↑  Barak-Erez, Daphne (2006). 《Israel: The security barrier—between international law, constitutional law, and domestic judicial review》. 《International Journal of Constitutional Law》 4. 548쪽. doi:10.1093/icon/mol021. The real controversy hovering over all the litigation on the security barrier concerns the fate of the Israeli settlements in the occupied territories. Since 1967, Israel has allowed and even encouraged its citizens to live in the new settlements established in the territories, motivated by religious and national sentiments attached to the history of the Jewish nation in the land of Israel. This policy has also been justified in terms of security interests, taking into consideration the dangerous geographic circumstances of Israel before 1967 (where Israeli areas on the Mediterranean coast were potentially threatened by Jordanian control of the West Bank ridge). The international community, for its part, has viewed this policy as patently illegal, based on the provisions of the Fourth Geneva Convention that prohibit moving populations to or from territories under occupation.
10. ↑  Drew, Catriona (1997). 〈Self-determination and population transfer〉.   Bowen, Stephen. 《Human rights, self-determination and political change in the occupied Palestinian territories》. International studies in human rights 52. Martinus Nijhoff Publishers. 151–152쪽. ISBN 978-90-411-0502-8. It can thus clearly be concluded that the transfer of Israeli settlers into the occupied territories violates not only the laws of belligerent occupation but the Palestinian right of self-determination under international law. The question remains, however, whether this is of any practical value. In other words, given the view of the international community that the Israeli settlements are illegal under the law if belligerent occupation, what purpose does it serve to establish that an additional breach of international law has occurred?
11. ↑  Domb, Fania (2007). 《International Law and Armed Conflict: Exploring the Faultlines》. Martinus Nijhoff Publishers. 511쪽. ISBN 978-90-04-15428-5. 2023년 3월 3일에 원본 문서에서 보존된 문서. 2020년 10월 29일에 확인함.
12. 1 2  “Experts hail ICJ declaration on illegality of Israel's presence in the occupied Palestinian territory as "historic" for Palestinians and international law”. 《OHCHR》 (영어). 2025년 1월 4일에 확인함.
13. ↑  에얄 벤베니스티, The International Law of Occupation 보관됨 3 3월 2023 - 웨이백 머신, Oxford University Press 2012 p. 204:"The so-called West Bank (of the Jordan river), including the eastern part of Jerusalem, has been since 1948 under Jordanian administration, and Jordan claimed to have annexed it in 1950. This purported annexation of parts of the former Mandatory Palestine was, however, widely regarded, including by the Arab League, as illegal and void, and was recognized only by Britain, Iraq and Pakistan."
14. ↑  “A/RES/181(II) of 29 November 1947”. United Nations. 1947. 2012년 5월 24일에 원본 문서에서 보존된 문서. 2012년 4월 9일에 확인함.
15. ↑  “ODS HOME PAGE” (PDF). 《documents-dds-ny.un.org》. 2020년 2월 16일에 원본 문서 (PDF)에서 보존된 문서. 2020년 2월 16일에 확인함.
16. ↑  “Jordan – History – The Making of Transjordan”. 2011년 9월 21일에 원본 문서에서 보존된 문서.
17. ↑  General Armistice Agreement between the Hashemite Jordan Kingdom and Israel 보관됨 14 5월 2011 - 웨이백 머신 UN Doc S/1302/Rev.1 3 April 1949
18. 1 2  조지프 마사드는 아랍 연맹 회원국들이 사실상 승인했으며, 미국은 예루살렘을 제외하고 합병을 공식적으로 인정했다고 말했다. Joseph A. Massad, Colonial Effects: The Making of National Identity in Jordan (New York: Columbia University Press, 2001),ISBN 978-0-231-12323-5, page 229. 기록에 따르면 미국은 합병을 공식적으로 인정하지 않고 사실상 수용했다. United States Department of State / Foreign relations of the United States, 1950. The Near East, South Asia, and Africa 보관됨 14 5월 2011 - 웨이백 머신 pg. 921
19. ↑  파키스탄도 이를 인정했다고 자주 언급되지만, 이는 정확하지 않은 것으로 보인다. S. R. Silverburg, Pakistan and the West Bank: A research note, Middle Eastern Studies, 19:2 (1983) 261–263 참조.
20. ↑  George Washington University. Law School (2005). The George Washington international law review. George Washington University. p. 390. Retrieved 21 December 2010. Jordan's illegal occupation and Annexation of the West Bank
21. ↑  Enrico Molinari,The Holy Places of Jerusalem in Middle East Peace Agreements: The Conflict Between Global and State Identities, Sussex Academic Press, 2010 p.92.
22. ↑  Armstrong, Karen. Jerusalem: One City, Three Faiths. New York: Ballantine Books, 1996. p. 387.
23. 1 2  Nils August Butenschon; Uri Davis; Manuel Sarkis Hassassian (2000). 《Citizenship and the State in the Middle East: Approaches and Applications》. Syracuse University Press. ISBN 978-0-8156-2829-3. 2023년 2월 7일에 원본 문서에서 보존된 문서. 2015년 10월 18일에 확인함.
24. 1 2  Paul H. Smith (July 1993). “Assessing the Viability of a Palestinian State”. Defense Intelligence College. 2002년 12월 8일에 원본 문서에서 보존된 문서.
25. ↑  Cooley 1984, 13쪽.
26. ↑  Mansour 2015, 73–74쪽.
27. 1 2  Unctad 2016, 5쪽.
28. ↑  Mansour 2015, 71쪽.
29. ↑  Tuma & Darin-Drabkin 1978, 47, 50쪽.
30. ↑  Van Arkadie 1977, 104쪽.
31. ↑  Anis F. Kassim, 편집. (1988). 《The Palestine Yearbook of International Law 1987-1988》. Martinus Nijhoff Publishers. 247쪽. ISBN 978-90-411-0341-3. 2023년 3월 3일에 원본 문서에서 보존된 문서. 2015년 11월 25일에 확인함.
32. ↑  Karsh, Efraim; Kumaraswamy, P. R. (2003).  Efraim Karsh; P. R. Kumaraswamy, 편집. 《Israel, the Hashemites, and the Palestinians: The fateful triangle》. Psychology Press. 196쪽. ISBN 978-0-7146-5434-8.
33. 1 2  “Applicability of the Geneva Convention relative to the Protection of Civilian Persons in Time of War, of 12 August 1949, to the Occupied Palestinian Territory, including Jerusalem, and the other occupied Arab territories”. United Nations. 2003년 12월 17일. 2007년 6월 3일에 원본 문서에서 보존된 문서. 2006년 9월 27일에 확인함.
34. 1 2  “Conference of High Contracting Parties to the Fourth Geneva Convention: Statement by the International Committee of the Red Cross”. 국제 적십자 위원회. 2001년 12월 5일. 2011년 2월 7일에 원본 문서에서 보존된 문서. 2006년 9월 27일에 확인함.
35. 1 2  “Disputed Territories: Forgotten Facts about the West Bank and Gaza Strip”. Israeli government's Ministry of Foreign Affairs. 2013년 8월 21일에 원본 문서에서 보존된 문서. 2012년 6월 5일에 확인함.
36. ↑  Gorenberg 2007, 81–83쪽.
37. ↑  Lein & Weizman 2002, 12–13쪽.
38. ↑  Pappe 2017, [쪽 번호 필요]쪽.
39. ↑  Cohen 1985, 245쪽.
40. ↑  Van Arkadie 1977, 112–113쪽.
41. ↑  Nicoletti & Hearne 2012, 14쪽.
42. ↑  Lustick 2018, 11쪽.
43. ↑  Van Arkadie 1977, 104, 111쪽.
44. ↑  Kadri 1998, 518쪽.
45. 1 2  Bergman 2018, 309쪽.
46. ↑  Van Arkadie 1977, 110쪽.
47. ↑  Van Arkadie 1977, 110–111쪽.
48. ↑  Quigley 2005, 186쪽.
49. ↑  El-Farra & MacMillen 2000, 161쪽.
50. ↑  El-Farra & MacMillen 2000, 164쪽.
51. ↑  Kadri 1998, 517–518쪽.
52. ↑  Quigley, John (2005). 《The Case for Palestine An International Law Perspective》. Duke University Press. 15쪽.
53. ↑  The Survey of Palestine under the British Mandate: 1920–1948, British Mandate government printing office, Jerusalem 1946, vol. 1, p. 225, of chapter 8, section 1, paragraph 1 (Reprinted in 1991 by the Institute for Palestine Studies), which reads: "The land law in Palestine embraces the system of tenures inherited from the Ottoman regime, enriched by some amendments, mostly of a declaratory character, enacted since the British Occupation on the authority of the Palestine Orders-in-Council."
54. ↑  결의 446호, 결의 465호, 결의 484호 등
55. ↑  “Israel and the occupied territories”. State.gov. 2002년 3월 4일. 2021년 4월 18일에 원본 문서에서 보존된 문서. 2010년 10월 3일에 확인함.
56. ↑  “Palestine – Trade – European Commission”. 2014년 7월 15일에 원본 문서에서 보존된 문서.
57. ↑  “Legal Consequences of the Construction of a Wall in the Occupied Palestinian Territory”. 국제사법재판소. 2004년 7월 9일. 2007년 8월 28일에 원본 문서에서 보존된 문서. 2006년 9월 27일에 확인함.
58. ↑  “UN Resolution 58/292 (17 May 2004)”. United Nations. 2011년 5월 10일에 원본 문서에서 보존된 문서. 2011년 5월 22일에 확인함. Affirms that the status of the Palestinian territory occupied since 1967, including East Jerusalem, remains one of military occupation, and affirms, in accordance with the rules and principles of international law and relevant resolutions of the United Nations, including Security Council resolutions, that the Palestinian people have the right to self-determination and to sovereignty over their territory and that Israel, the occupying Power, has only the duties and obligations of an occupying Power under the Geneva Convention relative to the Protection of Civilian Persons in Time of War, of 12 August 1949 1 and the Regulations annexed to the Hague Convention respecting the Laws and Customs of War on Land, of 1907
59. 1 2 3  Domb, Fania (2007). 《International Law and Armed Conflict: Exploring the Faultlines》. Martinus Nijhoff Publishers. 511쪽. ISBN 978-90-04-15428-5. 2023년 3월 3일에 원본 문서에서 보존된 문서. 2020년 10월 29일에 확인함.
60. ↑  《Legal Consequences of the Construction of a Wall in the Occupied Palestinian Territory, Advisory Opinion, I. C. J. Reports》. International Court of Justice. 2004. 136쪽. ISBN 978-92-1-070993-4.
61. ↑  “Beit Sourik Village Council v. 1.The Government of Israel 2.Commander of the IDF Forces in the West Bank”. The Supreme Court Sitting as the High Court of Justice. 2012년 12월 18일에 원본 문서에서 보존된 문서. 2012년 5월 8일에 확인함.
62. ↑  Legal Consequences of the Construction of a Wall in the Occupied Palestinian Territory 보관됨 6 7월 2010 - 웨이백 머신, see paragraphs 90–101 and p.5
63. ↑  Israel/Occupied Palestinian Territories: The conflict in Gaza: A briefing on applicable law, investigations and accountability 보관됨 15 4월 2015 - 웨이백 머신, Amnesty International. 19 January 2009. Retrieved 5 June 2009; Human Rights Council Special Session on the Occupied Palestinian Territories 보관됨 15 10월 2008 - 웨이백 머신 Human Rights Watch, 6 July 2006; Is Gaza 'occupied' territory? 보관됨 21 1월 2009 - 웨이백 머신 CNN, 6 January 2009. Retrieved 2009-05-30.
64. ↑  Independent law report commissioned by the BBC Board of Governors 보관됨 4 5월 2011 - 웨이백 머신, BBC Governors' Archive, February 2006 (pages 48–50)
65. ↑  Evan Centanni,
Map: Palestine Recognized by Two More Countries (134/193) 보관됨 2 2월 2014 - 웨이백 머신 Political Geography Now, 2 November 2013
66. ↑  'West Bank and Gaza Strip as a Single Territorial Unit,' 보관됨 24 9월 2014 - 웨이백 머신 Reut Institute.
67. ↑  'Palestinian Territories,' 보관됨 3 6월 2009 - 웨이백 머신 European Forum for Democracy and Solidarity, 31 January 2014
68. ↑  'An awkward new government,' 보관됨 1 7월 2017 - 웨이백 머신 디 이코노미스트 7 June 2014.
69. ↑  “Jordan (03/08)”. State.gov. 2019년 6월 4일에 원본 문서에서 보존된 문서. 2008년 10월 9일에 확인함.
70. ↑  “Israel”. State.gov. 2009년 2월 6일에 원본 문서에서 보존된 문서. 2008년 10월 9일에 확인함.
71. ↑  “Israel and the Occupied Territories”. State.gov. 2007년 9월 14일. 2021년 2월 25일에 원본 문서에서 보존된 문서. 2008년 10월 9일에 확인함.
72. ↑  'US will accept Israel settlements' 보관됨 12 3월 2007 - 웨이백 머신, BBC News Online, 25 March 2005.
73. ↑  'UN Condemns Israeli settlements' 보관됨 22 8월 2006 - 웨이백 머신, BBC News Online, 14 April 2005.
74. ↑  Cohen, Tom (2011년 5월 19일). “Obama calls for Israel's return to pre-1967 borders”. CNN. 2012년 5월 1일에 원본 문서에서 보존된 문서. 2012년 5월 11일에 확인함.
75. ↑  Mozgovaya, Natasha (2011년 5월 22일). “Obama to AIPAC: 1967 borders reflect long-standing U.S. policy”. 《Haaretz》. 2012년 5월 16일에 원본 문서에서 보존된 문서. 2012년 5월 11일에 확인함.
76. ↑  “Israel's Settlements Have No Legal Validity, Constitute Flagrant Violation of International Law, Security Council Reaffirms: 14 Delegations in Favour of Resolution 2334 (2016) as United States Abstains”. United Nations. 2016년 12월 23일. 2020년 2월 22일에 원본 문서에서 보존된 문서. 2016년 12월 25일에 확인함.
77. 1 2  “Israeli settlements: UN Security Council calls for an end”. BBC News. 2016년 12월 23일. 2016년 12월 26일에 원본 문서에서 보존된 문서. 2016년 12월 23일에 확인함.
78. ↑  “Full text of US envoy Samantha Power's speech after abstention on anti-settlement vote”. 《더 타임스 오브 이스라엘》. 2016년 12월 24일에 원본 문서에서 보존된 문서. 2016년 12월 24일에 확인함.
79. ↑  Crowley, Michael; Halbfinger, David M. (2020년 1월 28일). “Trump Releases Mideast Peace Plan That Strongly Favors Israel”. 《더 뉴욕 타임스》. 2020년 2월 26일에 원본 문서에서 보존된 문서. 2022년 4월 1일에 확인함.
80. ↑  Subramanian, Courtney. “Trump touted the Abraham Accords as a 'new dawn' for the Middle East. 9 months later, Gaza erupted.”. 《USA Today》. 2021년 6월 16일에 원본 문서에서 보존된 문서. 2022년 4월 1일에 확인함.
81. 1 2  Democracy Report 2024, Varieties of Democracy
82. ↑  Arnon, Arie (Autumn 2007). 《Israeli Policy towards the Occupied Palestinian Territories: The Economic Dimension, 1967–2007》 (PDF). 《Middle East Journal》 61. 573–595 [575]쪽. doi:10.3751/61.4.11. 2013년 6월 30일에 원본 문서 (PDF)에서 보존된 문서.
83. ↑  “A house demolished, three others threatened in the town of Halhul”. Applied Research Institute – Jerusalem & Land Research Center. 2007년 3월 24일. 2007년 5월 27일에 원본 문서에서 보존된 문서. 2012년 10월 14일에 확인함.
84. ↑  “West Bank | History, Population, Map, Settlements, & Facts | Britannica”. 《Encyclopædia Britannica》. 2023년 11월 2일. 2021년 4월 22일에 원본 문서에서 보존된 문서. 2023년 11월 3일에 확인함.
85. ↑  “JURIST – Palestinian Authority: Palestinian law, legal research, human rights”. Jurist.law.pitt.edu. 2011년 8월 5일에 원본 문서에서 보존된 문서. 2008년 10월 9일에 확인함.
86. ↑  “The West Bank and Gaza: A Population Profile – Population Reference Bureau”. Prb.org. 2008년 10월 25일에 원본 문서에서 보존된 문서. 2008년 10월 9일에 확인함.
87. ↑  조너선 쿡, 'World Bank report is a message against Israeli occupation,' 보관됨 17 10월 2013 - 웨이백 머신 The National, 15 October 2013,
88. ↑  “B'Tselem – Publications – Land Grab: Israel's Settlement Policy in the West Bank, May 2002”. Btselem.org. 2008년 10월 6일에 원본 문서에서 보존된 문서. 2008년 10월 9일에 확인함.
89. ↑  World Bank 2013, 4쪽. "Less than 1 percent of Area C, which is already built up, is designated by the Israeli authorities for Palestinian use; the remainder is heavily restricted or off-limits to Palestinians, 13 with 68 percent reserved for Israeli settlements, 14 c. 21 percent for closed military zones, 15 and c. 9 percent for nature reserves (approximately 10 percent of the West Bank, 86 percent of which lies in Area C). These areas are not mutually exclusive, and overlap in some cases. In practice it is virtually impossible for Palestinians to obtain construction permits for residential or economic purposes, even within existing Palestinian villages in Area C: the application process has been described by an earlier World Bank report (2008) as fraught with "ambiguity, complexity and high cost"."
90. ↑  Ronen, Gil (2014년 12월 7일). “2014: Arabs Built 550 Illegal Structures in Area C Alone”. Arutz Sheva. 2014년 12월 10일에 원본 문서에서 보존된 문서. 2014년 12월 7일에 확인함. Arab illegal construction is 16 times that of Jews, per person (..) The NGO Regavim presented the committee with aerial photographs that show that the PA is systematically encouraging illegal construction in the area next to Jerusalem. The construction is funded by EU states, in contravention of the law and previous agreements (..) PA works day and night to take over state land.
91. ↑  “The Humanitarian Impact on Palestinians of Israeli Settlements and Other Infrastructure in the West Bank” (PDF). UN 유엔 인도주의 업무 조정국 – Occupied Palestinian Territory. 2009년 3월 26일에 원본 문서 (PDF)에서 보존된 문서. 2009년 4월 9일에 확인함.
92. ↑  Mcquaid, Elwood (2010년 7월 8일). “PA bans journalists from reporting human rights abuses”. 《예루살렘 포스트》. 2011년 8월 5일에 원본 문서에서 보존된 문서. 2011년 7월 31일에 확인함.
93. ↑  Yael Stein (April 1997). “The Quiet Deportation: Revocation of Residency of East Jerusalem Palestinians” (DOC). Joint report by 하모케드 and 브체렘. 2006년 9월 28일에 원본 문서에서 보존된 문서. 2006년 9월 27일에 확인함.
94. ↑  Yael Stein (April 1997). “The Quiet Deportation: Revocation of Residency of East Jerusalem Palestinians (Summary)”. Joint report by 하모케드 and 브체렘. 2006년 6월 28일에 원본 문서에서 보존된 문서. 2006년 9월 27일에 확인함.
95. ↑  “Legal status of East Jerusalem and its residents”. 브체렘. 2006년 10월 10일에 원본 문서에서 보존된 문서. 2006년 9월 27일에 확인함.
96. 1 2  미첼 바드. “Our Positions: Solving the Palestinian/Israeli Conflict”. 테러에 반대하는 자유 무슬림 연합. 2006년 10월 12일에 원본 문서에서 보존된 문서. 2006년 9월 27일에 확인함.
97. 1 2 3  미첼 바드
98. 1 2  David Bamberger (1994) [1985]. 《A Young Person's History of Israel》. USA: Behrman House. 128쪽. ISBN 978-0-87441-393-9.
99. ↑  “Carter Center calls for end to Jerusalem deportations | JTA – Jewish & Israel News”. Jewish Telegraphic Agency. 2010년 7월 22일. 2010년 7월 26일에 원본 문서에서 보존된 문서. 2010년 10월 3일에 확인함.
100. ↑  Avraham Burg (2003년 9월 15일). “The end of Zionism”. 《가디언》 (London). 2013년 8월 27일에 원본 문서에서 보존된 문서. 2009년 9월 8일에 확인함.
101. ↑  “Population”. 《Peace Now》. 2022년 6월 11일에 원본 문서에서 보존된 문서. 2022년 6월 1일에 확인함.
102. ↑  Role, Iran's Regional. “Israel's Rush to 'Apply Sovereignty' in the West Bank: Timing and Potential Consequences”. 《The Washington Institute》. 2022년 5월 19일에 원본 문서에서 보존된 문서. 2022년 6월 1일에 확인함.
103. ↑  “Settlements, B'Tselem”. B'Tselem. 2020년 7월 24일에 원본 문서에서 보존된 문서. 2020년 7월 10일에 확인함.
104. ↑  오르나 벤 나프탈리; 미하엘 스파르드; 헤디 비테르보 (2018년 5월 10일). 《The ABC of the OPT: A Legal Lexicon of the Israeli Control over the Occupied Palestinian Territory》. Cambridge University Press. 52–쪽. ISBN 978-1-107-15652-4. 2023년 3월 3일에 원본 문서에서 보존된 문서. 2018년 10월 15일에 확인함.
105. ↑  Emma Playfair, 편집. (1992). 《International Law and the Administration of Occupied Territories: Two Decades of Israeli Occupation of the West Bank and Gaza Strip》. USA: Oxford University Press. 396쪽. ISBN 978-0-19-825297-9.
106. ↑  Cecilia Albin (2001). 《Justice and Fairness in International Negotiation》. Cambridge: Cambridge University Press. 150쪽. ISBN 978-0-521-79725-2.
107. ↑  Mark Gibney; Stanlislaw Frankowski (1999). 《Judicial Protection of Human Rights: Myth or Reality?》. Westport, Connecticut: Praeger/Greenwood. 72쪽. ISBN 978-0-275-96011-7.
108. ↑  “Plia Albeck: Lawyer whose advice underpinned Israel's controversial settlements policy in the West Bank”. 《The Times》 (London). 2005년 10월 5일. p. 71. All Israeli settlements on the West Bank beyond the Green Line border are considered illegal under international law. But Albeck, as head of the Civil Department of the State Attorney’s Office, determined that 1.5 million dunums, or 26 per cent of the land in the region, was state land that could be used for building settlements. She thus became the legal architect of Israel’s massive settlement programme under the prime ministers Menahem Begin and Yitzhak Shamir in the 1980s. At her peak Albeck, rather than the Attorney-General, signed the documents that determined whether land was privately owned or could be taken over by the Government.
109. ↑  “EU Committee Report” (PDF). 2007년 6월 14일에 원본 문서 (PDF)에서 보존된 문서. 2007년 4월 19일에 확인함. The EU continues to oppose Israeli settlement activities in the Occupied Territories as being illegal under international law
110. ↑  Dromi, Shai M. (2014). 《Uneasy Settlements: Reparation Politics and the Meanings of Money in the Israeli Withdrawal from Gaza》. 《Sociological Inquiry》 84. 294–315쪽. doi:10.1111/soin.12028. 2020년 10월 26일에 원본 문서에서 보존된 문서. 2019년 6월 29일에 확인함.
111. ↑  Julius Stone (2003년 10월 13일).  Ian Lacey, 편집. “International Law and the Arab Israel Conflict”. AIJAC. 2011년 11월 24일에 원본 문서에서 보존된 문서. 2012년 2월 4일에 확인함. Extracts from Israel and Palestine – Assault on the Law of Nations
112. ↑  David M. Phillips (December 2009). 《The Illegal-Settlements Myth》. 《코멘터리》. 2012년 2월 6일에 원본 문서에서 보존된 문서. 2012년 2월 4일에 확인함.
113. ↑  “Resolved: are the settlements legal? Israeli West Bank policies”. Tzemachdovid.org. 2008년 9월 15일에 원본 문서에서 보존된 문서. 2008년 10월 9일에 확인함.
114. ↑  Kontorovich, Eugene (2019년 11월 20일). “"Israeli settlements in the West Bank do not violate international law," according to Eugene Kontorovich”. George Mason University Scalia Law School. 2025년 3월 6일에 확인함.
115. ↑  “FAQ on Israeli settlements”. CBC 뉴스. 2004년 2월 26일. 2007년 6월 5일에 원본 문서에서 보존된 문서. 2006년 9월 27일에 확인함.
116. ↑  Donald Macintyre (2006년 3월 11일). “Israelis were warned on illegality of settlements in 1967 memo”. 《인디펜던트》 (London). 27면. 2012년 9월 9일에 원본 문서에서 보존된 문서. 2012년 2월 4일에 확인함.
117. ↑  “Israelis Were Warned on Illegality of Settlements in 1967 Memo”. Commondreams.org. 2008년 5월 15일에 원본 문서에서 보존된 문서. 2008년 10월 9일에 확인함.
118. ↑  Gorenberg, Gershom. "The Accidental Empire". New York: Times Books, Henry Holt and Company, 2006. p. 99.
119. ↑  메론, 테오도르 (2017년 5월 10일). “The West Bank and International Humanitarian Law on the Eve of the Fiftieth Anniversary of the Six-Day War”. 《American Journal of International Law》. 2022년 7월 30일에 원본 문서에서 보존된 문서. 2022년 7월 30일에 확인함.
120. ↑  “UNSC Resolution 446 (1979) of 22 March 1979”. United Nations. 2011년 5월 10일에 원본 문서에서 보존된 문서. 2011년 5월 22일에 확인함.
121. ↑  Implementation of the Fourth Geneva Convention in the occupied Palestinian territories: history of a multilateral process (1997–2001) 보관됨 29 9월 2006 - 웨이백 머신, International Review of the Red Cross, 2002 – No. 847.
122. ↑  Entous, Adam (2007년 12월 31일). “Olmert curbs WBank building, expansion and planning”. 《로이터》. 2008년 1월 3일에 원본 문서에서 보존된 문서. 2007년 12월 31일에 확인함.
123. 1 2  “Israel launches massive new West Bank settlement plans”. 《이스라엘 헤럴드》. 2014년 8월 31일. 2014년 9월 3일에 원본 문서에서 보존된 문서. 2014년 9월 1일에 확인함.
124. ↑  메론 라포포르트 (2005년 12월 21일). “IDF Completes Evacuation of Bil'in 'Outpost'”. 《하아레츠》. 2010년 12월 9일에 원본 문서에서 보존된 문서.
125. ↑  Europe to pursue Area C projects 보관됨 18 4월 2017 - 웨이백 머신, YnetNews 12 January 2012
126. ↑  《A2. European Union, Internal Report on "Area C and Palestinian State Building," Brussels, January 2012 (excerpts)》. 《Journal of Palestine Studies》 41. Spring 2012. 220–223쪽. doi:10.1525/jps.2012.xli.3.220. JSTOR 10.1525/jps.2012.xli.3.220.
127. 1 2
128. ↑  “עשרות מאחזים פלסטיניים הוקמו ביוש; בגץ יכריע”. 《NRG 마아리브》. 2013년 8월 13일에 원본 문서에서 보존된 문서.
129. ↑  “Illegal Palestinian quarry near Beit Fajar to close”. 2011년 3월 13일. 2013년 2월 25일에 원본 문서에서 보존된 문서.
130. ↑  “List of petitions by the Regavim NGO”. 《regavim.org.il》. 2012년 2월 23일에 원본 문서에서 보존된 문서.
131. ↑  Levy, Elior (2013년 1월 11일). “Palestinians erect outpost in E1 zone”. 《Ynetnews》. 2013년 2월 9일에 원본 문서에서 보존된 문서.
132. ↑  Levy, Elior (2013년 1월 18일). “Report: IDF fire injures 2 Palestinians”. 《Ynetnews》. 2013년 2월 3일에 원본 문서에서 보존된 문서.
133. ↑  “Israeli-Palestinian Conflict Timeline”. 《World101 from the Council on Foreign Relations》. 2023년 10월 11일. 2023년 12월 2일에 원본 문서에서 보존된 문서. 2023년 12월 1일에 확인함.
134. ↑  Metais, Ilona. “The West Bank Barrier: Origins, Implementation, and Consequences”. 2021년 12월 9일에 원본 문서에서 보존된 문서. 2023년 12월 1일에 확인함.
135. ↑  “HCJ 7957/04 Mara'abe v. The Prime Minister of Israel” (PDF). 이스라엘 대법원 (대법원). 2005년 10월 28일에 원본 문서 (PDF)에서 보존된 문서. 2012년 12월 17일에 확인함.
136. 1 2  “File:West Bank Access Restrictions.pdf – Wikipedia” (PDF). 《commons.wikimedia.org》. 2020년 9월 7일. 2022년 5월 23일에 원본 문서 (PDF)에서 보존된 문서. 2022년 6월 2일에 확인함.
137. ↑  “B'Tselem – The Separation Barrier – Statistics”. Btselem.org. 2003년 11월 20일에 원본 문서에서 보존된 문서. 2008년 10월 9일에 확인함.
138. ↑  “Separation Barrier: 9 July 2006: Two Years after the ICJ's Decision on the Separation Barrier”. 브체렘. 2006년 7월 9일. 2007년 9월 27일에 원본 문서에서 보존된 문서. 2007년 5월 11일에 확인함.
139. ↑  Margarat Evans (2006년 1월 6일). “Indepth Middle East:Israel's Barrier”. 캐나다 방송 협회. 2007년 5월 18일에 원본 문서에서 보존된 문서. 2007년 11월 5일에 확인함.
140. ↑  “Israel's Separation Barrier:Challenges to the Rule of Law and Human Rights: Executive Summary Part I and II”. 국제 법학자 위원회. 2004년 7월 6일. 2007년 7월 6일에 원본 문서에서 보존된 문서. 2007년 5월 11일에 확인함.
141. ↑  “이스라엘 보안 울타리 – 국방부”. Securityfence.mod.gov.il. 2013년 10월 3일에 원본 문서에서 보존된 문서. 2008년 10월 9일에 확인함.
142. ↑  “팔레스타인 지도 – 이스라엘의 땅, 1845”. Zionism-israel.com. 2010년 12월 1일에 원본 문서에서 보존된 문서. 2010년 10월 3일에 확인함.
143. ↑  “After Sharon”. 《월스트리트 저널》. 2006년 1월 6일.
144. ↑  “점령된 팔레스타인 영토에 장벽 건설의 법적 결과” (PDF). 2004년 1월 30일. 2011년 5월 10일에 원본 문서 (PDF)에서 보존된 문서.
145. ↑  Sen. Clinton: I support W. Bank fence, PA must fight terrorism 보관됨 5 6월 2011 - 웨이백 머신. Haaretz, 13 November 2005
146. ↑  “Under the Guise of Security”. Btselem.org. 2007년 4월 5일에 원본 문서에서 보존된 문서. 2011년 5월 22일에 확인함.
147. ↑  “유엔 법원, 서안 지구 장벽 불법 판결”. CNN. 2004년 7월 9일. 2012년 11월 8일에 원본 문서에서 보존된 문서. 2011년 5월 22일에 확인함.
148. ↑  제럴딘 베델 (2003년 6월 15일). “Set in stone”. 《가디언》. 2023년 3월 3일에 원본 문서에서 보존된 문서. 2016년 12월 18일에 확인함.
149. ↑  Bogue, Patrick; Sullivan, Richard; Anonymous; Grandinetti, Guglielmo Chelazzi (February 2014). 《Settlements and separation in the West Bank: future implications for health》. 《Medicine, Conflict and Survival》 30. 4–10쪽. doi:10.1080/13623699.2013.873643. PMID 24684018. S2CID 41065377.
150. 1 2  “كتاب فلسطين الاحصائي السنوي” [Statistical Yearbook of Palestine] (PDF) (아랍어). 팔레스타인 중앙통계국. December 2015. 2016년 4월 22일에 원본 문서 (PDF)에서 보존된 문서. 2016년 1월 31일에 확인함.
151. ↑  “Survey Research Unit”. Pcpsr.org. 2001년 7월 9일. 2011년 5월 10일에 원본 문서에서 보존된 문서. 2011년 5월 22일에 확인함.
152. ↑  “Israeli public opinion regarding the conflict”. The Center for Middle East Peace and Economics Cooperation. 2007년 2월 10일에 원본 문서에서 보존된 문서. 2006년 9월 27일에 확인함.
153. ↑  Asher Arian (June 2002). 《A Further Turn to the Right: Israeli Public Opinion on National Security – 2002》. 《Strategic Assessment》 5. 50–57쪽. 2006년 1월 3일에 원본 문서에서 보존된 문서. 2006년 9월 27일에 확인함.
154. ↑  World Bank 2013, 2쪽. "Consequently, unemployment rates have remained very high in the Palestinian territories...After initial post-Oslo rates of about 9 percent in the mid-1990s, unemployment rose to 28 percent of the labor force in 2000 with the onset of the second intifada and the imposition of severe movement and access restrictions; it has remained high ever since and is currently about 22 percent. What is more, almost 24 percent of the workforce is employed by the PA, an uncommonly high proportion that reflects the lack of dynamism in the private sector."
155. ↑  Kamrava 2016, 86쪽.
156. 1 2 3  Efrat 2006, 85쪽.
157. ↑  Galchinsky 2004, 117쪽.
158. 1 2  Hass 2002, 6쪽.
159. ↑  Aswad 2007.
160. ↑  World Bank 2013, 30쪽.
161. ↑  Makdisi 2010, 63–64쪽.
162. ↑  Handel 2010, 259, 261쪽.
163. ↑  “Restrictions on Movement”. 브체렘. 2017년 11월 11일. 2011년 6월 5일에 원본 문서에서 보존된 문서. 2019년 2월 2일에 확인함.
164. ↑  Efrat 2006, 86쪽.
165. ↑  “Israeli jailed over baby tragedy”. BBC 뉴스. 2008년 9월 12일. 2018년 9월 29일에 원본 문서에서 보존된 문서. 2019년 2월 2일에 확인함.
166. ↑  Keshet 2013, viii쪽.
167. ↑  World Bank 2013, [쪽 번호 필요]쪽. "UNOCHA analysis suggests that less than one percent of the land in Area C is currently available to Palestinians for construction; permit data also shows that it is almost impossible to obtain permission to build in Area C. Less than 6 percent of all requests made between 2000 and 2007 secured approval. This situation applies not only to housing but to public economic infrastructure (roads, water reservoirs, waste treatment plants) and industrial plant, and to the access roads and utility lines needed to connect Areas A and B across Area C. [...] The outbreak of the second Intifada in 2000 interrupted this trend, bringing increased violence and uncertainty – and most significantly, the intensification by Israel of a complex set of security-related restrictions that impeded the movement of people and goods and fragmented the Palestinian territories into small enclaves lacking economic cohesion. [...] Transportation infrastructure is particularly problematic as Palestinian use of roads in Area C is highly restricted, and travel times can be inordinate; the Palestinian Authority has also been unable to develop roads, airports or railways in or through Area C."
168. ↑  “Westbank closure count and analysis, January 2006” (PDF). 2009년 3월 26일에 원본 문서 (PDF)에서 보존된 문서. 2011년 5월 22일에 확인함.
169. ↑  “A/57/366 of 29 August 2002”. United Nations. 2007년 10월 13일에 원본 문서에서 보존된 문서. 2008년 10월 9일에 확인함.
170. ↑  “A/57/366/Add.1 of 16 September 2002”. United Nations. 2007년 10월 13일에 원본 문서에서 보존된 문서. 2008년 10월 9일에 확인함.
171. ↑  “60 Minutes | Middle East”. CBS News. 2009년 1월 25일. 2009년 1월 29일에 원본 문서에서 보존된 문서. 2009년 1월 29일에 확인함.
172. ↑  “Protection of Civilians – Weekly Briefing Notes” (PDF). OCHA. 2005년 4월 26일. 2012년 2월 4일에 원본 문서 (PDF)에서 보존된 문서. 2012년 2월 4일에 확인함.
173. ↑  “Closure Count and Analysis” (PDF). OCHA. August 2005. 2009년 3월 26일에 원본 문서 (PDF)에서 보존된 문서. 2011년 3월 3일에 확인함.
174. ↑  World Bank 2013, [쪽 번호 필요]쪽. "Exports from Gaza to the West Bank and Israeli markets, traditionally Gaza's main export destinations, are prohibited (according to Gisha, an Israeli non-profit organization founded in 2005 to protect the freedom of movement of Palestinians, especially Gaza residents, 85 percent of Gaza products were exported to Israel and the West Bank prior to 2007, at which point Israeli restrictions were tightened)."
175. ↑  Erlanger, Steven. A Segregated Road in an Already Divided Land 보관됨 1 7월 2017 - 웨이백 머신, 뉴욕 타임스, (11 August 2007) Retrieved 11 August 2007
176. ↑  “이스라엘, 서안 지구에 475km 철도망 계획”. 하아레츠. February 2012. 2012년 11월 3일에 원본 문서에서 보존된 문서. 2012년 12월 23일에 확인함.
177. 1 2  “Restricted Hopes: On The Breach of West Bank Palestinians' Right To Travel By Israeli Authorities” (PDF). Euro-Mediterranean Observer for Human Rights. December 2011. 2016년 3월 4일에 원본 문서 (PDF)에서 보존된 문서. 2015년 12월 16일에 확인함.
178. ↑  المرصد الأورومتوسطي لحقوق الإنسان (2015년 12월 15일). 《معبر الكرامة – نبذة تاريخية》. 《آمال مقيدة》 (아랍어). [Euro-Mediterranean Human Rights Monitor (2015년 12월 15일). 《Dignity Crossing – A Brief History》. 《Tied Hopes》 (아랍어).]
179. ↑  “Palestine Internet Usage and Telecommunications Report”. Internetworldstats.com. 2012년 2월 4일에 원본 문서에서 보존된 문서. 2012년 2월 4일에 확인함.
180. ↑  World Bank 2013, 2쪽. "While internal Palestinian political divisions have contributed to investor aversion to the Palestinian territories, Israeli restrictions on trade, movement and access are clearly the binding constraint to investment: these restrictions substantially increase the cost of trade and make it impossible to import many production inputs into the Palestinian territories, as illustrated, for instance, on the example of the telecommunications sector. For Gaza, the restrictions on import and export are in particular severe. In addition to the restrictions on labor movement between the Palestinian territories, the restrictions on movement of labor within the West Bank have been shown to have a strong impact on employability, wages, and economic growth. Israeli restrictions render much economic activity very difficult or impossible to conduct on about 61 percent of the West Bank territory, called Area C. Restrictions on movement and access, and the stunted potential of Area C."
181. ↑  World Bank 2013, viii쪽. "[...] assumed that the various physical, legal, regulatory and bureaucratic constraints that currently prevent investors from obtaining construction permits, and accessing land and water resources are lifted, as envisaged under the Interim Agreement. [...] It is understood that realizing the full potential of such investments requires other changes as well – first, the rolling back of the movement and access restrictions in force outside Area C, which prevent the easy export of Palestinian products and inhibit tourists and investors from accessing Area C; and second, further reforms by the Palestinian Authority to better enable potential investors to register businesses, enforce contracts, and acquire finance. [...] Neglecting indirect positive effects, we estimate that the potential additional output from the sectors evaluated in this report alone would amount to at least USD 2.2 billion per annum in valued added terms – a sum equivalent to 23 percent of 2011 Palestinian GDP. The bulk of this would come from agriculture and Dead Sea minerals exploitation. [...] x. Tapping this potential output could dramatically improve the PA's fiscal position. Even without any improvements in the efficiency of tax collection, at the current rate of tax/GDP of 20 percent the additional tax revenues associated with such an increase in GDP would amount to some USD 800 million. Assuming that expenditures remain at the same level, this extra resource would notionally cut the fiscal deficit by half – significantly reducing the need for donor recurrent budget support. This major improvement in fiscal sustainability would in turn generate significant positive reputational benefits for the PA and would considerably enhance investor confidence. xi. The impact on Palestinian livelihoods would be impressive. An increase in GDP equivalent to 35 percent would be expected to create substantial employment, sufficient to put a significant dent in the currently high rate of unemployment. If an earlier estimated one-to-one relationship between growth and employment was to hold, this increase in GDP would lead to a 35 percent increase in employment. This level of growth in employment would also put a large dent in poverty, as recent estimates show that unemployed Palestinians are twice as likely to be poor as their employed counterparts."
182. ↑  Thirsting for Justice – Palestinian Access to Water Restricted (PDF) (보고서). 국제 앰네스티. 2쪽. 2016년 7월 6일에 원본 문서 (PDF)에서 보존된 문서. 2017년 3월 15일에 확인함.
183. ↑  기데온 레비; 알렉스 레바크 (2019년 8월 30일). “'This Place Is Only for Jews': The West Bank's Apartheid Springs”. 《하아레츠》. 2019년 8월 30일에 원본 문서에서 보존된 문서.
184. ↑  Aloni 2017, 16쪽.
185. ↑  Aloni 2017, 5–6쪽.
186. ↑  Hareuveni 2009, 7쪽.
187. ↑  Hareuveni 2009, 8–12쪽.
188. 1 2 3  Hareuveni 2009, 19–21쪽.
189. 1 2  Weizman 2012, 273,n.11쪽.
190. 1 2  Ashly 2017.
191. 1 2  Weizman 2012, 273,n.14쪽.
192. 1 2  Tagar, Keinen & Bromberg 2007, 419–420쪽.
193. 1 2 3 4 5 6 7  “점령, 주식회사: 정착촌 기업이 이스라엘의 팔레스타인 인권 침해에 기여하는 방식”. 휴먼 라이츠 워치. 2016년 1월 19일. 2016년 6월 17일에 원본 문서에서 보존된 문서.
194. ↑  M. Mason (2011). 〈The Application of Warfare Ecoloogy to Belligerent Occupations〉.   Gary E. Machlis; Thor Hanson; Zdravko Špirić; Jean McKendry. 《Warfare Ecology: A New Synthesis for Peace and Security》. 스프링거. 164쪽. ISBN 978-94-007-1214-0. 2023년 3월 3일에 원본 문서에서 보존된 문서. 2021년 1월 24일에 확인함.
195. 1 2  Aloni 2017, 17쪽.
196. 1 2  재클린 애슐리 (2017년 12월 5일). “이스라엘, 서안 지구를 '쓰레기장'으로 변모”. 알자지라. 2018년 2월 15일에 원본 문서에서 보존된 문서. 2018년 2월 15일에 확인함.
197. 1 2  조슈아 레이퍼 (2017년 12월 5일). “이스라엘이 서안 지구를 쓰레기장으로 만든 방법”. 《+972 매거진》. 2018년 2월 16일에 원본 문서에서 보존된 문서. 2018년 2월 15일에 확인함.
198. 1 2 3 4  Aloni 2017, [쪽 번호 필요]쪽.
199. 1 2 3 4  Efrat 2006, 8쪽.
200. 1 2  Weizman 2012, 20쪽.
201. ↑  M. Mason (2011). 〈The Application of Warfare Ecoloogy to Belligerent Occupations〉.   Gary E. Machlis; Thor Hanson; Zdravko Špirić; Jean McKendry. 《Warfare Ecology: A New Synthesis for Peace and Security》. 스프링거. 164쪽. ISBN 978-94-007-1214-0. 2023년 3월 3일에 원본 문서에서 보존된 문서. 2021년 1월 24일에 확인함.
202. ↑  Husseini, Hiba (n.d.). 〈Palestinian Water Authority: Developments and Challenges – Legal Framework and Capacity〉. 《The Palestinian Water Authority: Developments and Challenges involving the Legal Framework and the Capacity of the PWA》. 301–308쪽. doi:10.1007/978-3-540-69509-7_31. ISBN 978-3-540-69508-0.
203. ↑  A Snapshot of Drinking-water and Sanitation in the Arab States – 2010 Update 보관됨 13 5월 2015 - 웨이백 머신, p. 5. WHO/UNICEF Joint Monitoring Program for Water Supply and Sanitation, November 2011. On wssinfo.org, Joint Monitoring Programme (see: Regional snapshots) 보관됨 25 2월 2014 - 웨이백 머신
204. ↑  Household Environmental Survey, 2011—Main Findings 보관됨 12 11월 2020 - 웨이백 머신, p. [13] (English section). 팔레스타인 중앙통계국, December 2011
205. ↑  Fatta, D.; Salem, Z.; Mountadar, M.; Assobhei, O.; Loizidou, M. (December 2004). 《Urban Wastewater Treatment and Reclamation for Agricultural Irrigation: The situation in Morocco and Palestine.》. 《Environmentalist》 24. 227–236쪽. Bibcode:2004ThEnv..24..227F. doi:10.1007/s10669-005-0998-x. S2CID 85346288. 2013년 1월 29일에 원본 문서에서 보존된 문서. 2008년 2월 15일에 확인함.
206. ↑  Assessment of Restrictions on Palestinian Water Sector Development 보관됨 29 5월 2019 - 웨이백 머신, p. 113. 세계은행, April 2009.
207. ↑  Assessment of Restrictions on Palestinian Water Sector Development 보관됨 29 5월 2019 - 웨이백 머신, p. 20. 세계은행, April 2009.
208. 1 2  Niksic, Eddin & Cali 2014, 58쪽.
209. ↑  Gross 2011.
210. ↑  Nicoletti & Hearne 2012, 21–22쪽.
211. ↑  Nebehay 2018.
212. ↑  World Bank 2013, 12–13쪽.
213. ↑  Beckouche 2017, 156쪽.
214. ↑  Niksic, Eddin & Cali 2014, 58–60쪽.
215. ↑  Glock 1994, 77쪽.
216. ↑  Glock 1994, 71쪽.
217. ↑  Friedman 1983, 96쪽.
218. ↑  Kamrava 2016, 116쪽.
219. ↑  Perugini 2014, 55쪽.
220. ↑  World Bank 2013, 20쪽.
221. ↑  Niksic, Eddin & Cali 2014, 65–66쪽.
222. ↑  Macintyre 2008.
223. ↑  Isaac 2013, 147쪽.
224. 1 2  Isaac 2013, 144쪽.
225. ↑  “Palestinians grow by a million in decade”. 《예루살렘 포스트》. 2008년 2월 9일. 2012년 11월 7일에 원본 문서에서 보존된 문서. 2011년 10월 11일에 확인함.
226. ↑  THE PALESTINIAN CENSUS – SMOKE & MIRRORS 보관됨 21 6월 2011 - 웨이백 머신, Independent Media Review Analysis, 11 February 2008
227. ↑  The Million Person Gap: The Arab Population in the West Bank and Gaza 보관됨 2 2월 2007 - 웨이백 머신, Mideast Security and Policy Studies No. 65, February 2006
228. ↑  “Molad Analysis – Wrong Number”. 2014년 9월 24일에 원본 문서에서 보존된 문서.
229. ↑  Hasson, Nir (2013년 6월 30일). “Demographic Debate Continues – How Many Palestinians Actually Live in the West Bank?”. 《하아레츠》. 2014년 11월 1일에 원본 문서에서 보존된 문서.
230. ↑  15,000 More Jews in Judea-Samaria in 2014 보관됨 9 3월 2016 - 웨이백 머신, 아루츠 셰바
231. ↑  The Samaritan Update 보관됨 14 9월 2017 - 웨이백 머신 Retrieved 8 January 2013.
232. ↑  “Israel labour laws apply to Palestinian workers”. 2007년 10월 10일. 2009년 1월 9일에 원본 문서에서 보존된 문서. 2010년 10월 3일에 확인함.
233. ↑  “Number of Palestinians Working in Israel Doubled Over Four Years, Central Bank Says”. 《하아레츠》. 2015년 3월 4일. 2015년 9월 26일에 원본 문서에서 보존된 문서.
234. ↑  “UNRWA in Figures: Figures as of 31 December 2004” (PDF). United Nations. April 2005. 2006년 9월 28일에 원본 문서 (PDF)에서 보존된 문서. 2006년 9월 27일에 확인함.
235. ↑  “Palestinian Central Bureau of Statistics”. 팔레스타인 자치 정부 팔레스타인 중앙통계국. 2007. 2011년 2월 24일에 원본 문서에서 보존된 문서. 2006년 9월 27일에 확인함.
236. ↑  Ksenia Svetlova (2005년 12월 1일). “Can trust be rebuilt?”. 《예루살렘 포스트》. 2011년 5월 11일에 원본 문서에서 보존된 문서. 2006년 9월 27일에 확인함.
237. 1 2  앤드류 렛맨 (2012년 1월 13일). “EU ministers look to Israeli grab of Palestinian farmland”. 《EUobserver》. 2012년 1월 29일에 원본 문서에서 보존된 문서. 2012년 1월 29일에 확인함.
238. ↑  아미라 하스 (2012년 1월 12일). “EU report: Israel policy in West Bank endangers two-state solution”. 《하아레츠》. 2014년 8월 14일에 원본 문서에서 보존된 문서.
239. ↑  《A2. European Union, Internal Report on "Area C and Palestinian State Building," Brussels, January 2012 (excerpts)》. 《Journal of Palestine Studies》 41. 2012. 220–223쪽. doi:10.1525/jps.2012.XLI.3.220.
240. ↑  JIPR 2018.
241. 1 2 3 4 5 6 7 8 9 10  2007 Locality Population Statistics 보관됨 10 12월 2010 - 웨이백 머신. 팔레스타인 중앙통계국 (PCBS).
242. 1 2 3 4  2010 Locality Population Statistics 보관됨 5 1월 2012 - 웨이백 머신. 이스라엘 중앙통계국 (PCBS).
243. ↑  Palestinian city of Rawabi to serve 'nation in the making'. 보관됨 10 12월 2011 - 웨이백 머신 예루살렘 포스트, 11 May 2011
244. ↑  “UN chief says time running out for peace deal”. 《애틀랜타 저널》. 2012년 2월 2일.
245. ↑  알렉산더 곤살레스. “Generalate – International Board of Regents of Bethlehem University Meets in Rome”. 《Bethlehem University in the Holy Land》. Bethlehem University Foundation. 2018년 12월 1일에 원본 문서에서 보존된 문서. 2018년 12월 1일에 확인함.
246. ↑  필립 다우드 (1973년 10월 3일). “베들레헴 대학교 – 역사”. Bethlehem.edu. 2008년 1월 19일에 원본 문서에서 보존된 문서. 2010년 10월 3일에 확인함.
247. ↑  “비르제이트 대학교 역사”. Birzeit.edu. 2012년 10월 10일에 원본 문서에서 보존된 문서. 2011년 5월 22일에 확인함.
248. ↑  “안나자 국립 대학교 역사”. Najah.edu. 2000년 6월 25일. 2011년 5월 11일에 원본 문서에서 보존된 문서. 2011년 5월 22일에 확인함.
249. ↑  “헤브론 대학교 사실 및 수치”. Hebron.edu. 2011년 7월 18일에 원본 문서에서 보존된 문서. 2011년 5월 22일에 확인함.
250. ↑  “일반 정보”. 알쿠드스 대학교. 2010년 11월 5일에 원본 문서에서 보존된 문서. 2011년 5월 22일에 확인함.
251. ↑  “아랍 아메리카 대학교”. Aauj.edu. 2011년 5월 24일에 원본 문서에서 보존된 문서. 2011년 5월 22일에 확인함.
252. ↑  “이스라엘 최초의 정착촌 대학 논란”. BBC 뉴스. 2012년 7월 17일. 2014년 3월 28일에 원본 문서에서 보존된 문서. 2014년 1월 12일에 확인함.
253. ↑  “교육 및 인적 개발” (PDF). 비르제이트 대학교. 2002. 2007년 9월 26일에 원본 문서 (PDF)에서 보존된 문서. 2008년 10월 9일에 확인함.
254. ↑  “UNESCO | 교육 – 팔레스타인 자치 정부”. 유네스코. 2005년 9월 28일에 원본 문서에서 보존된 문서. 2008년 10월 9일에 확인함.
255. ↑  “세계 문맹 퇴치의 날 전날, 9월 8일” (PDF). 팔레스타인 중앙통계국. 2010년 9월 7일. 2011년 5월 10일에 원본 문서 (PDF)에서 보존된 문서. 2011년 3월 3일에 확인함.

### 참고 자료
- 알 후달리에, 살라 후세인 A.; 타와프샤, 살레 알리 (March 2017). 《The Destruction of Archaeological Resources in the Palestinian Territories, Area C: Kafr Shiyān as a Case Study》. 《Near Eastern Archaeology》 80. 40–49쪽. doi:10.5615/neareastarch.80.1.0040. JSTOR 10.5615/neareastarch.80.1.0040. S2CID 164811697.
- 알로니, 아담 (December 2017). 《Made in Israel: Exploiting Palestinian Land for Treatment of Israeli Waste》 (PDF). 브체렘. ISBN 978-965-7613-31-3. 2018년 1월 20일에 원본 문서 (PDF)에서 보존된 문서. 2018년 2월 15일에 확인함.
- 애슐리, 재클린 (2017년 9월 18일). “이스라엘 정착민 폐기물에 익사하는”. 알자지라. 2019년 1월 30일에 원본 문서에서 보존된 문서. 2019년 1월 30일에 확인함.
- 아스와드, 헨리에타 (2007년 5월 15일). “검문소, 팔레스타인 여성의 출산 위험 가중”. 유엔 인구 기금. 2019년 10월 8일에 원본 문서에서 보존된 문서. 2019년 2월 2일에 확인함.
- 베쿠슈, 피에르 (2017). 〈Occupied Palestinian Territory〉. 《Europe's Mediterranean Neighbourhood》. 에드워드 엘가르 출판사. 146–156쪽. ISBN 978-1-78643-149-3. 2023년 3월 3일에 원본 문서에서 보존된 문서. 2019년 1월 29일에 확인함.
- 벤베니스티, 에얄 (1984). 《이스라엘의 아랍 출판물 검열: 조사》 (PDF). 뉴욕: 휴먼 라이츠 워치. 2020년 3월 12일에 원본 문서 (PDF)에서 보존된 문서. 2019년 2월 9일에 확인함.
- 베르그만, 로넨 (2018). 《Rise and Kill First: The Secret History of Israel's Targeted Assassinations》. 랜덤하우스. ISBN 978-0-679-60468-6. 2023년 3월 3일에 원본 문서에서 보존된 문서. 2020년 5월 24일에 확인함.
- 칸타로우, 엘렌 (Summer–Autumn 1982). 《서안 지구 전쟁》. 《팔레스타인 연구 저널》. 11–12. 263–268쪽. doi:10.2307/2538371. JSTOR 2538371.
- 코헨, 에스더 로살린드 (1985). 《이스라엘 점령지에서의 인권, 1967-1982》. 맨체스터 대학교 출판부. ISBN 978-0-7190-1726-1.
- 쿨리, 존 K. (Spring 1984). “물 전쟁”. 《포린 폴리시》. 54호. 3–26쪽. JSTOR 1148352.
- 에프라트, 엘리샤 (2006). 《서안 지구와 가자 지구: 점령과 분리의 지리학》. 라우틀리지. ISBN 978-1-134-17217-7. 2023년 3월 3일에 원본 문서에서 보존된 문서. 2019년 1월 30일에 확인함.
- 엘파라, 마제드; 맥밀렌, 말콤 (January 2000). 《이스라엘 점령지 가자 지구 제조업 개발에 대한 외부 제약》. 《중동 연구》 36. 153–170쪽. doi:10.1080/00263200008701302. JSTOR 4284056. S2CID 144822037.
- 핑컬스틴, 노먼 (Winter 1991). 《이스라엘과 이라크: 이중 잣대》. 《팔레스타인 연구 저널》 20. 43–56쪽. doi:10.2307/2537197. JSTOR 2537197.
- 프리드먼, 로버트 (Autumn 1983). 《팔레스타인 언론 검열》. 《팔레스타인 연구 저널》 13. 93–101쪽. doi:10.2307/2536927. JSTOR 2536927.
- 갈친스키, 미하엘 (Fall 2004). 《서안 지구 유대인 정착촌: 국제법과 이스라엘 판례》. 《이스라엘 연구》 9. 115–136쪽. doi:10.2979/ISR.2004.9.3.115. JSTOR 30245641. S2CID 144282494. 2018년 7월 20일에 원본 문서에서 보존된 문서. 2019년 9월 11일에 확인함.
- 글록, 앨버트 (Spring 1994). 《문화 생존으로서의 고고학: 팔레스타인 과거의 미래》. 《팔레스타인 연구 저널》 23. 70–84쪽. doi:10.2307/2537961. JSTOR 2537961.
- 고렌베르그, 게르솜 (2007). 《우연한 제국: 이스라엘과 정착촌의 탄생, 1967-1977》. 맥밀런 출판사. ISBN 978-1-466-80054-0.

요르단강 서안 지구